# Interstate 70
Pour les articles homonymes, voir I70 et Route 70.
L'Interstate 70 (I-70) est une autoroute importante ouest–est qui parcourt 3 462,39 km (2 151,43 mi) entre l'I-15 près de Cove Fort, Utah jusqu'à un stationnement incitatif à l'est de l'I-695 à Baltimore, Maryland. Il s'agit de la cinquième plus longue autoroute inter-États du pays. L'autoroute parcourt plusieurs villes importantes dont Denver, Topeka, Kansas City, Saint-Louis, Indianapolis, Columbus, Pittsburgh et Baltimore. Les sections du Missouri et du Kansas sont les premières sections d'Interstates aux États-Unis. En 1992, le dernier segment originellement prévu a été complété dans la section de Glenwood Canyon, Colorado. La construction de l'I-70 au Colorado et en Utah est un défi d'ingénierie puisqu'elle passe par le Eisenhower Tunnel (en), Glenwood Canyon et le San Rafael Swell (en). Le Eisenhower Tunnel est le plus haut point dans tout le système des autoroutes inter-États. Il se situe à 11 158 pieds d'altitude (3 401 m).

## Description du tracé
|       | mi       | km       |
| ----- | -------- | -------- |
| UT    | 232,15   | 373,61   |
| CO    | 451,04   | 725,88   |
| KS    | 424,15   | 682,60   |
| MO    | 250,16   | 402,59   |
| IL    | 155,74   | 250,64   |
| IN    | 156,60   | 252,02   |
| OH    | 225,60   | 363,07   |
| WV    | 14,45    | 23,26    |
| PA    | 167,92   | 270,24   |
| MD    | 93,62    | 150,67   |
| Total | 2 151,43 | 3 462,39 |

### Utah

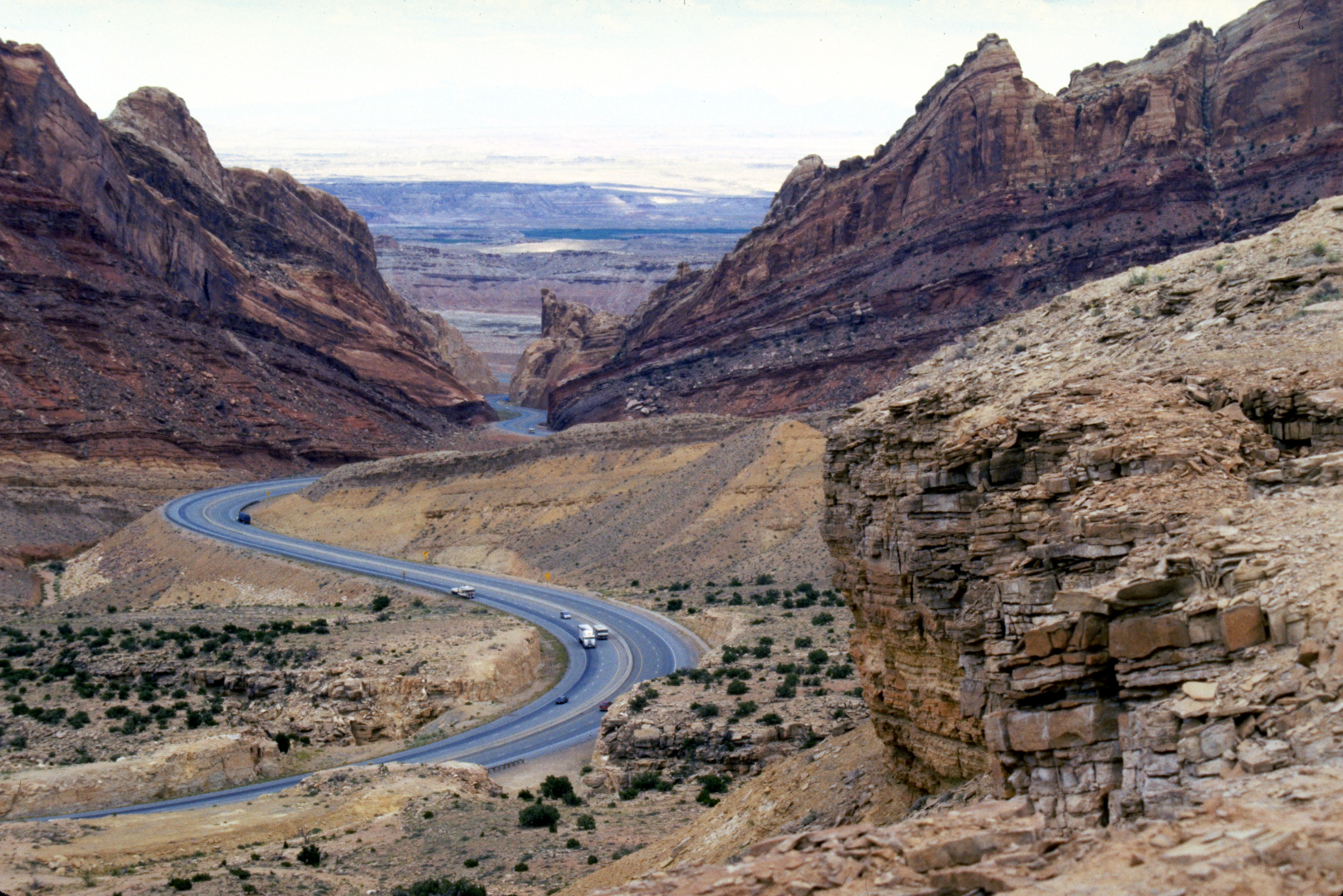
L'I-70 passe par Spotted Wolf Canyon aux limites est de San Rafael Serll.

L'I-70 débute à un échangeur avec l'I-15 près de Cove Fort. Se dirigeant vers l'est, l'I-70 descend dans la Sevier Valley, où l'I-70 dessert Richfield, la seule ville de plus de quelques centaines d'habitants durant son parcours en Utah. En quittant la vallée près de Salina, l'I-70 traverse le Salina Summit qui culmine à 7 923 pieds (2 415 m) d'altitude. Elle traverse ensuite une grande formation géologique qui se nomme la San Rafael Swell.
Avant la construction de l'I-70, le San Rafael Swell était inaccessible par des routes pavées et relativement inconnu. Lorsque la section de 108 miles (174 km) de l'autoroute a été ouverte en 1970, ce segment est devenu le plus long segment d'Interstates sans services.
Depuis la construction de l'I-70, le San Rafael Swell a été nommé pour devenir un parc national. La plupart des sorties dans ce segment de l'autoroute sont des aires de repos, des aires de vérification des freins et des voies d'arrêt d'urgence.
L'I-70 sort du secteur du San Rafael Swell près de Green River. Entre Green River et la frontière du Colorado, l'I-70 suit la limite sud des Book Cliffs.

### Colorado

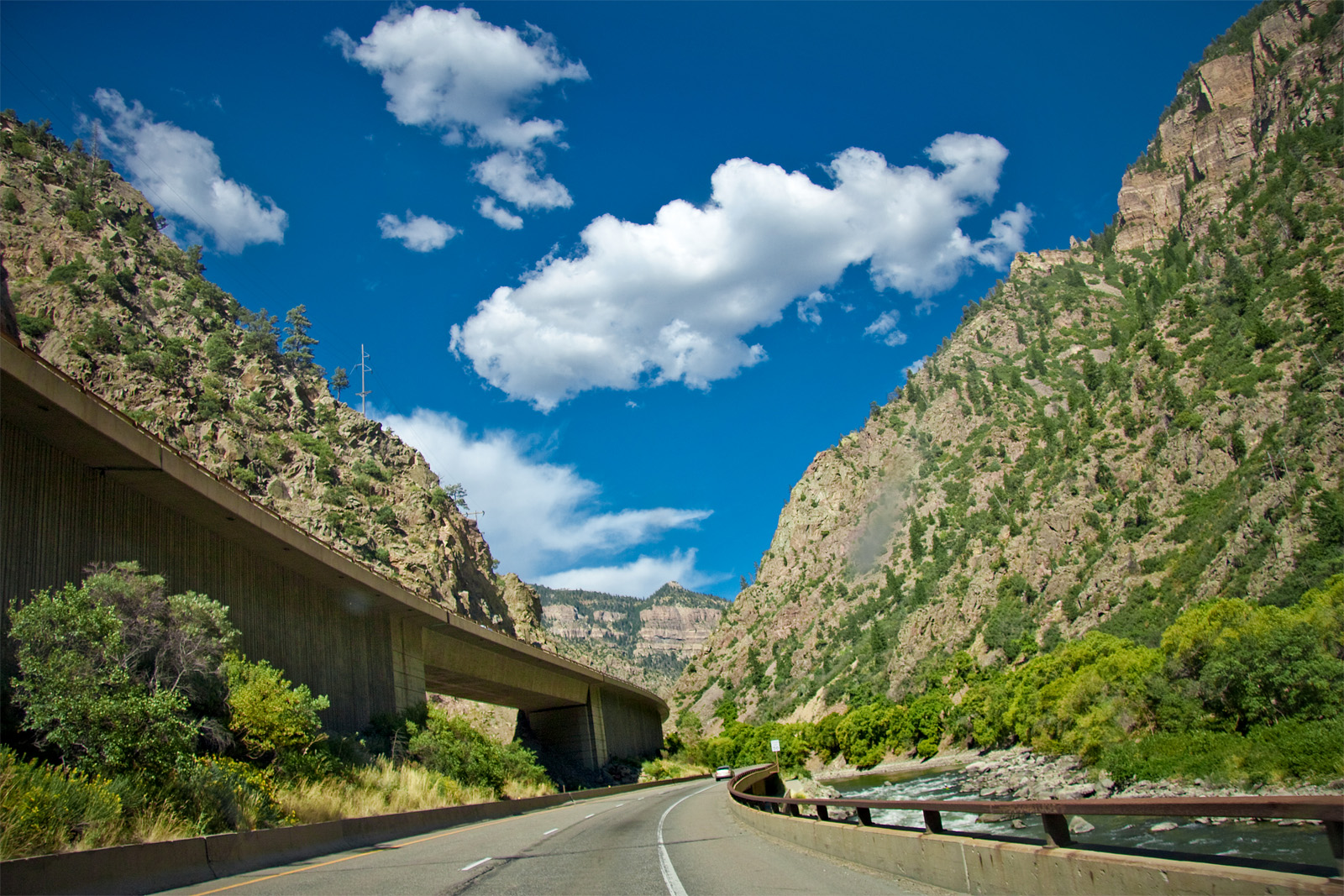
L'I-70 à Glenwood Canyon

Entrant depuis l'Utah, l'I-70 descend dans la Grand Valley, où elle rencontre le fleuve Colorado. L'autoroute dessert la zone métropolitaine de Grand Junction avant de traverser davantage de terrain montagneux.

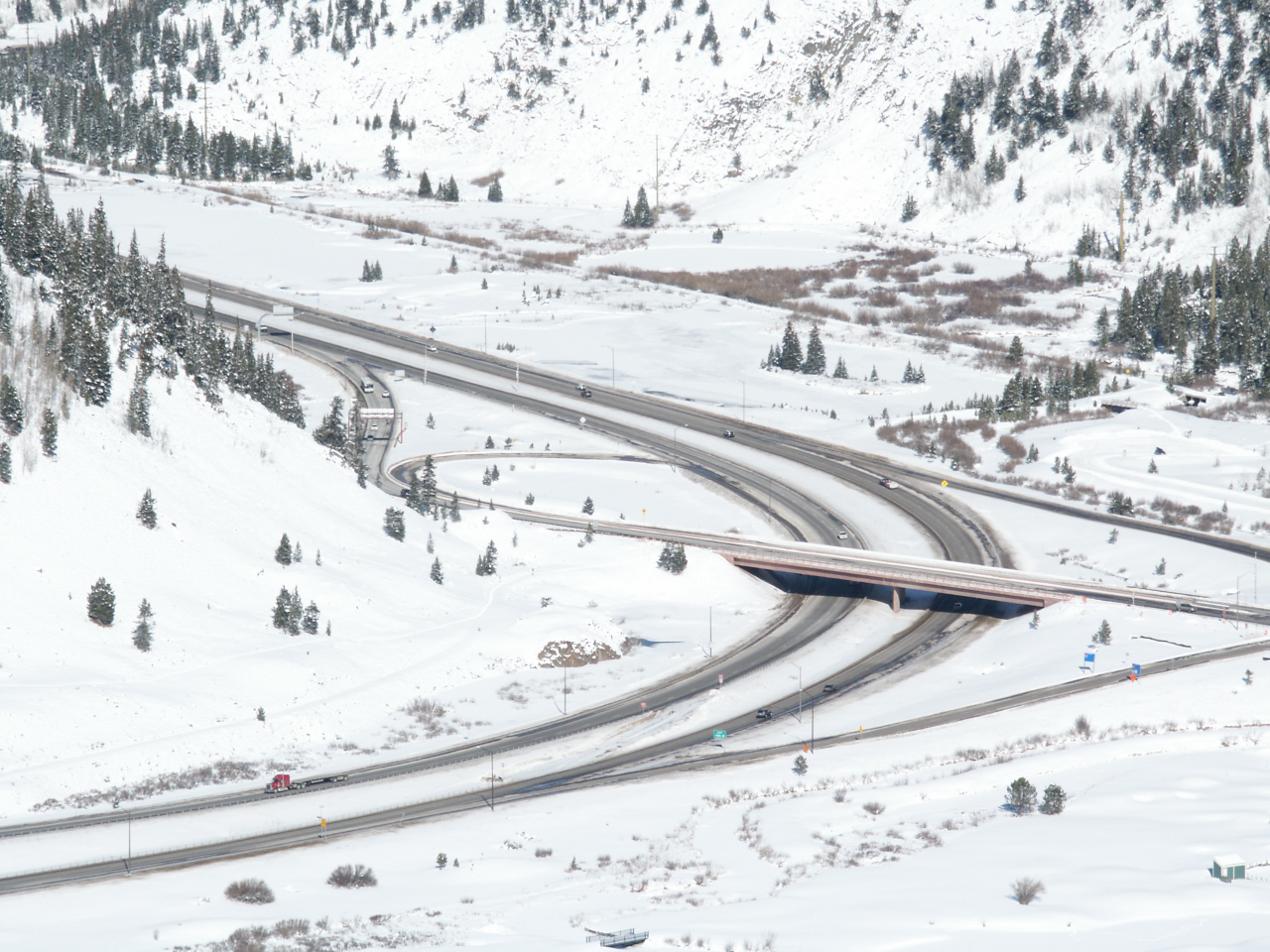
L'I-70 alors qu'elle tourne au nord de Copper Mountain, environ 2,5 miles (4 km) de Vail Pass

La dernière section de l'I-70 à avoir été complétée était le segment de 15 miles (24 km) près du Glenwood Canyon. Celui-ci a été complété en 1992 et constitue un défi d'ingénierie dû au terrain difficile et à l'espace étroit dans le canyon. Les travaux ont été reportés à plusieurs reprises à cause d'enjeux environnementaux. De plus, la Denver & Rio Grande Western Railroad disposait de rails de chemin de fer dans le secteur. La US 6 était alors le seul lien ouest–est dans le secteur. 

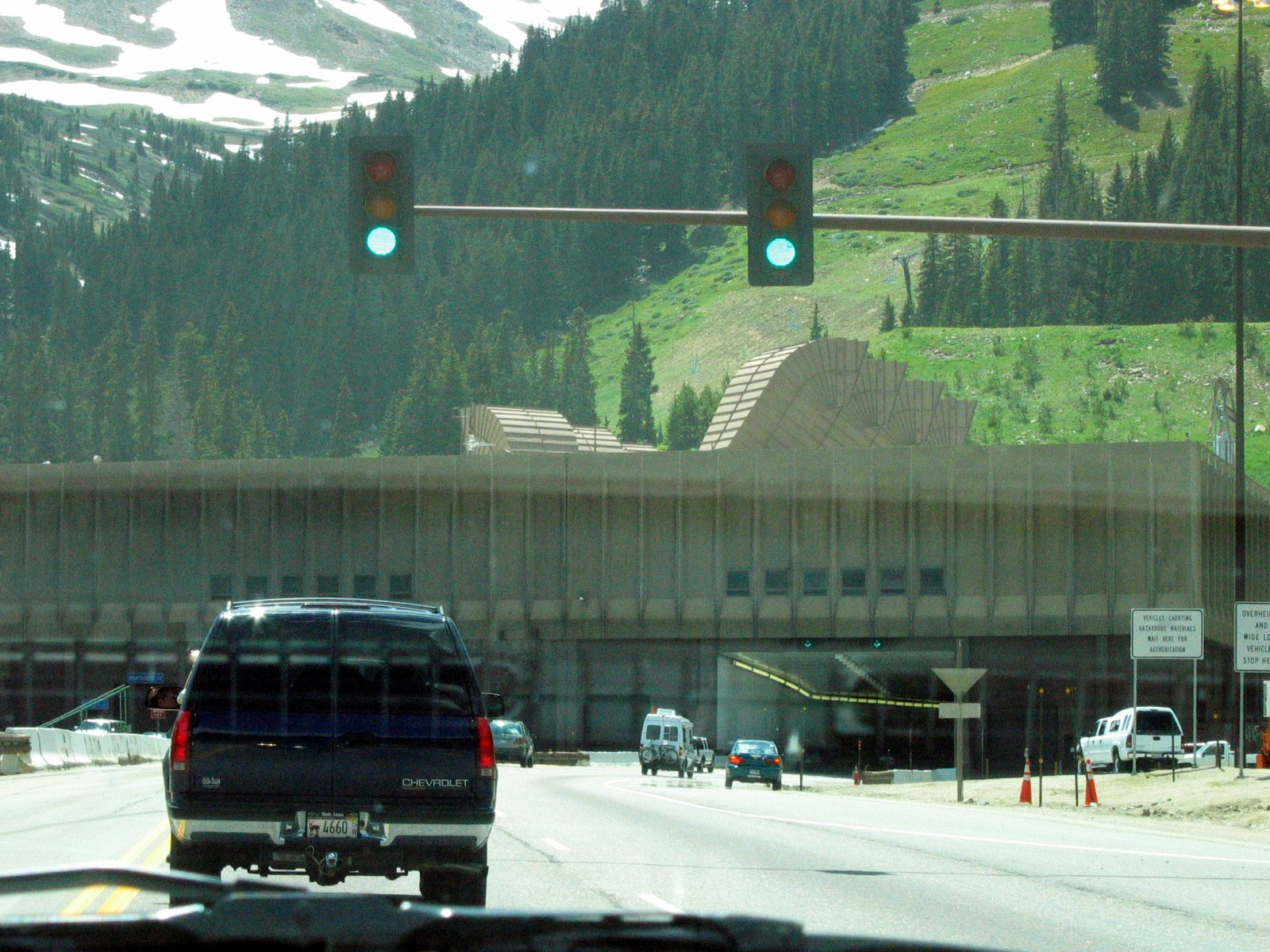
Le Eisenhower Tunnel à l'ouest de Denver dans le Colorado.

Le Eisenhower–Johnson Memorial Tunnel est le plus haut tunnel en Amérique du Nord et le plus long construit dans le cadre du programme des autoroutes inter-États. Celui-ci passe par la ligne continentale de partage des eaux.
En raison du terrain étroit et sinueux des Rocheuses, l'I-70 est l'une des seules routes à relier les centres de ski du Colorado avec Denver.
Descendant à travers les contreforts est des Rocheuses, il est possible d'apercevoir le panorama de Denver par temps clair. Il reste néanmoins 10 miles (16 km) avant d'atteindre les limites de la ville. Les pentes sont très abruptes avant d'atteindre Denver. L'autoroute arrive ensuite dans la ville et la traverse d'ouest en est. Elle y croisera l'I-25. Après avoir quitté Denver, l'I-70 suit un tracé plus plat et traverse les plaines de l'est du Colorado. L'I-70 rejoint Limon et poursuit son trajet vers le Kansas.

### Kansas
Arrivant du Colorado, l'I-70 entre dans la prairie, les régions agricoles et les collines vallonnées du Kansas. Ce segment de l'I-70 est le premier à avoir été pavé et complété dans le système des autoroutes inter-États. L'I-70 est surnommée la "Main Street du Kansas" puisqu'elle s'étend d'ouest en est et couvrant 424 miles (682 km) tout en passant par la majorité des villes principales de l'État.

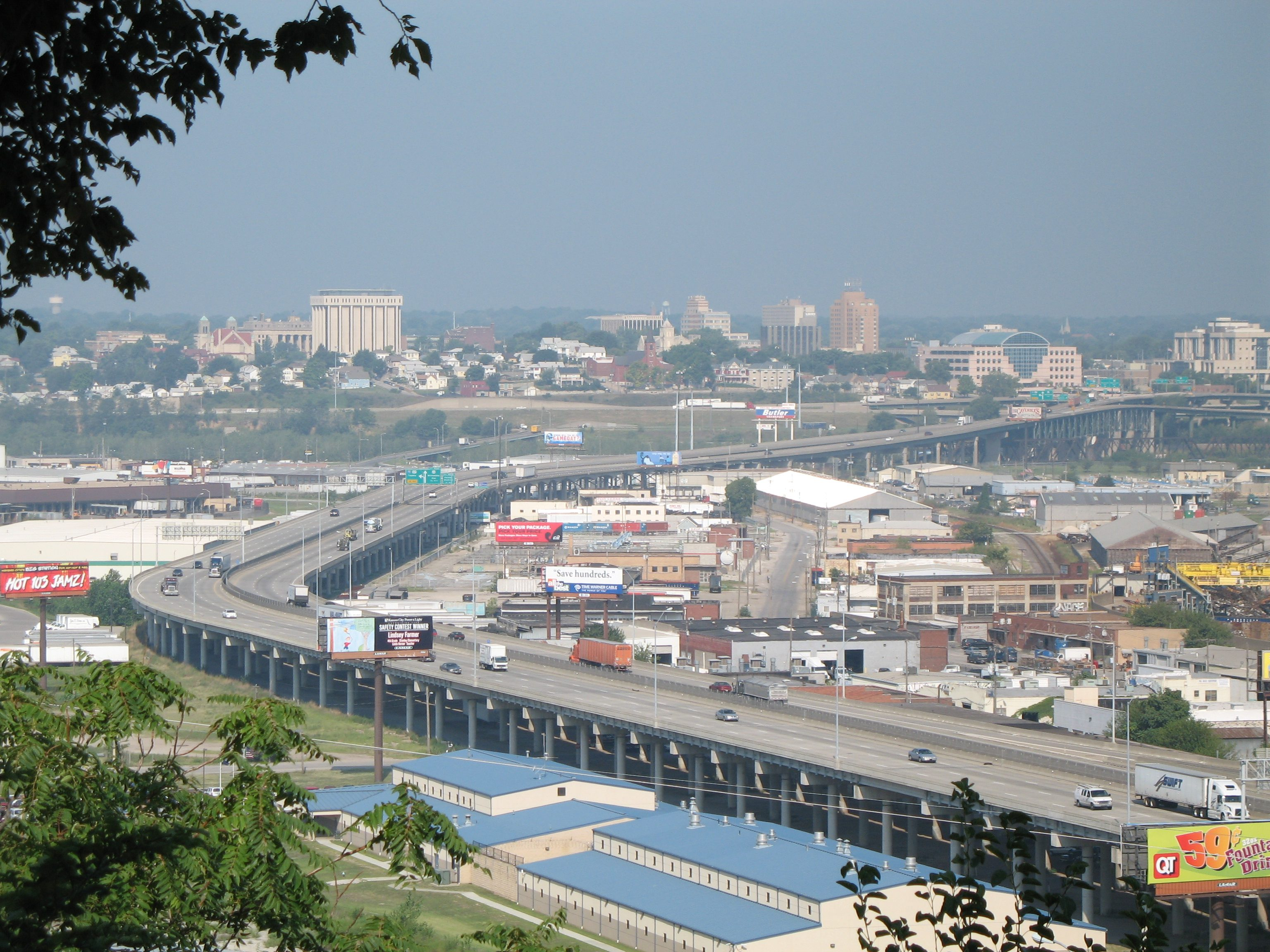
L'I-70 traversant la rivière Kansas sur le Lewis & Clark Viaduct

À Salina, l'I-70 croise le terminus nord de l'I-135, la plus longue autoroute collectrice des autoroutes inter-États.
À Topeka, l'I-70 croise à deux reprises l'I-470. À l'intersection est, le Kansas Turnpike se joint à l'I-70 qui devient alors une route à péage. C'est l'une des deux sections de l'I-70 à péage, la suivante étant en Pennsylvanie. L'I-70 porte la dénomination de Kansas Turnpike entre Topeka et Kansas City. Tout juste après la fin de la section à péage à Bonner Springs, l'I-70 rencontre une première fois l'I-435, la route de ceinture de la région métropolitaine de Kansas City. En poursuivant vers l'est, l'I-70 croise l'I-635 puis l'I-670. Alors que l'I-670 relie plus directement l'I-70 à l'est, l'I-70, avant de quitter le Kansas, fait une boucle par le nord et traverse la rivière Kansas sur le Lewis and Clark Viaduct pour aboutir dans le centre-ville de Kansas City, Missouri.

### Missouri
Après avoir traversé la rivière Kansas, l'I-70 entre au Missouri. Elle rencontre une boucle de plusieurs autoroutes qui contient l'I-70, l'I-35, l'I-670, la US 24, la US 40, la US 71 et la US 169. Cette boucle se nomme "Alphabet Loop". Dans la partie sud de cette boucle, l'I-670 coupe directement vers le centre-ville alors que l'I-70 le contourne. Comme la plupart des autoroutes de la boucle sont à leur mile 2, toutes les sorties sont numrétées "sortie 2" ayant pour suffixe toutes les lettres de l'alphabet, excepté I, O et Z.
L'autoroute sort tranquillement du centre-ville de Kansas City. Elle croise une seconde fois l'I-435. L'I-70 rencontrera ensuite l'I-470 dans la ville d'Independence avant de quitter la région métropolitaine de Kansas City.
L'autoroute traverse alors le Missouri d'ouest en est. Elle passe par la plus grande ville entre Kansas City et Saint-Louis, Columbia qui se trouve à mi-chemin entre les métropoles. Le relief est constitué de collines vallonnées. L'autoroute traverse la rivière Missouri à deux reprises avant d'atteindre Saint-Louis. L'I-70 entre dans la région métropolitaine de Saint-Louis. L'autoroute rencontre d'abord le terminus ouest de l'I-64 avant de croiser l'I-270 et l'I-170. Après avoir passé par des banlieues du nord de Saint-Louis, l'I-70 entre dans les limites de la ville. Elle s'approche du centre-ville et y traverse le fleuve Mississippi à l'endroit où l'I-44 atteint son terminus est.

### Illinois
Après avoir traversé le fleuve Mississippi, l'I-70 et l'I-55 se rencontrent et forment un multiplex à l'endroit où l'I-64 se sépare de l'I-55. Le multiplex se poursuit quelques miles jusqu'à ce qu'il rencontre le terminus est de l'I-270. À cet endroit, l'I-55 poursuit vers le nord alors que l'I-70 bifurque à l'est.
L'I-70 passe par de nombreuses villes dans le centre de l'État, dont Vandalia et Effingham. Dans cette dernière ville, l'I-70 rencontre et forme un multiplex avec l'I-57. L'i-70 poursuit ensuite son trajet vers l'Indiana.

### Indiana

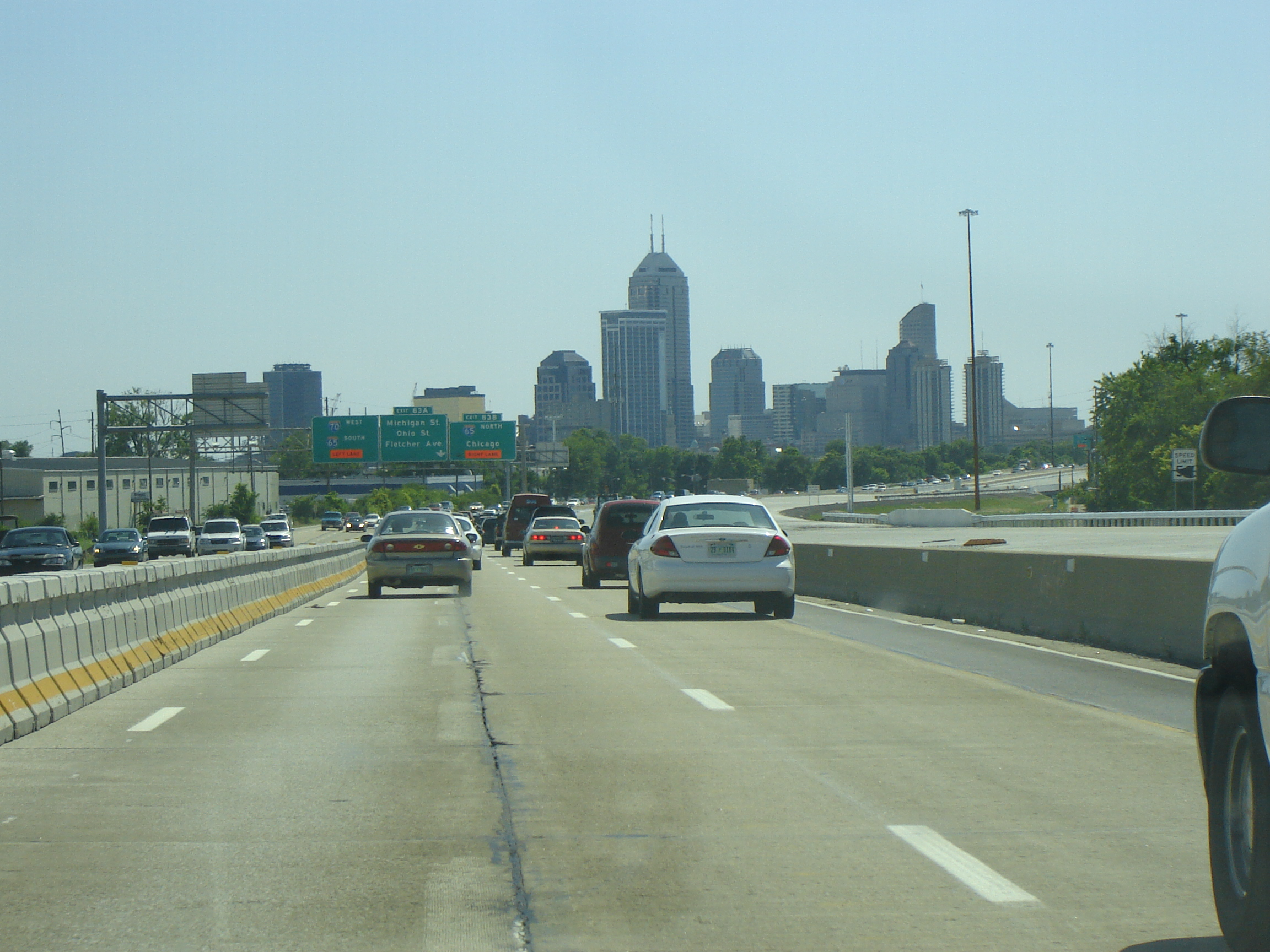
L'I-70 près de sa jonction avec l'I-65 à l'est du centre-ville d'Indianapolis

L'I-70 entre en Indiana à l'ouest de Terre Haute et croise la rivière Wabash avant de frôler les limites sud de la ville. L'autoroute traverse un terrain rural du centre de l'Indiana vers Indianapolis.
L'I-70 permet d'accéder à l'Aéroport international d'Indianapolis. L'autoroute croise ensuite l'I-465, la route de ceinture d'Indianapolis où toutes les routes et autoroutes à numéro passent, à l'exception de l'I-65 et de l'I-70 qui traversent le centre-ville. Au centre-ville, l'I-65 et l'I-70 forment un bref multiplex.
L'autoroute quitte ensuite par le nord-est d'Indianapolis. Elle croise à nouveau l'I-465 et continue vers l'est. Elle passe par l'est de l'Indiana pour passer au sud de New Castle. Elle atteint Richmond pour ensuite traverser la frontière de l'Ohio.

### Ohio
L'I-70 entre en Ohio à l'est de Richmond, Indiana. L'I-70 traverse une région rurale de l'Ohio avant d'atteindre l'aire urbaine de Dayton. Elle y croisera l'I-75 et l'I-675 plus à l'est. Peu de temps après, elle atteint Springfield.
L'I-70 poursuit son trajet vers Columbus, la capitale de l'État. Elle croise une première fois l'I-270 qui ceinture la ville. Un peu plus loin, l'I-670 débute et passe par le nord du centre-ville de Columbus. L'I-70 passe au sud et rencontre l'I-71. Les deux autoroutes forment un court multiplex à l'est du centre-ville. L'I-70 poursuit ensuite son trajet vers les banlieues est de Columbus. Elle croise une deuxième fois l'I-270. Une fois sortie de la région de Columbus, l'autoroute passe par Zanesville et Cambridge. Dans cette ville, elle croise l'I-77. Poursuivant vers l'est, l'I-70 a un échangeur avec l'I-470 tout juste à l'est de Saint Clairsville. L'autoroute atteint Bridgeport et traverse la rivière Ohio pour entrer en Virginie-Occidentale.

### Virginie-Occidentale

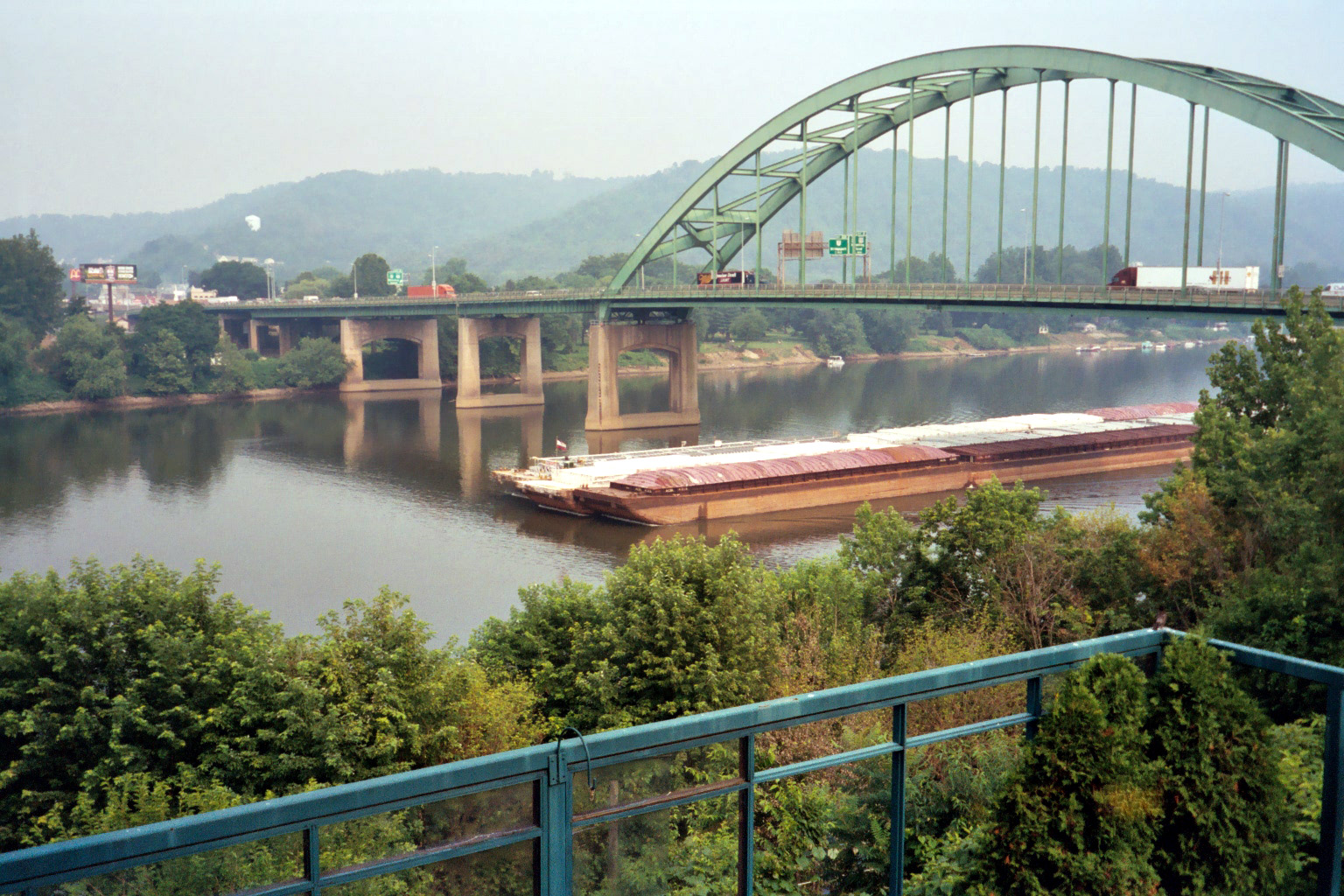
Traversée de la rivière Ohio à Wheeling

Le segment de l'I-70 en Virginie-Occidentale arrive à Wheeling et passe immédiatement dans le Wheeling Tunnel. L'autoroute traverse la ville et croise l'autre extrémité de l'I-470. L'autoroute poursuit son trajet vers l'est jusqu'à la frontière de la Pennsylvanie. Le segment de l'I-70 en Virginie-Occidentale est le plus court de tous les États traversés par l'I-70; il ne fait que 15 miles (24 km) entre la rivière Ohio et la frontière avec la Pennsylvanie.

### Pennsylvanie

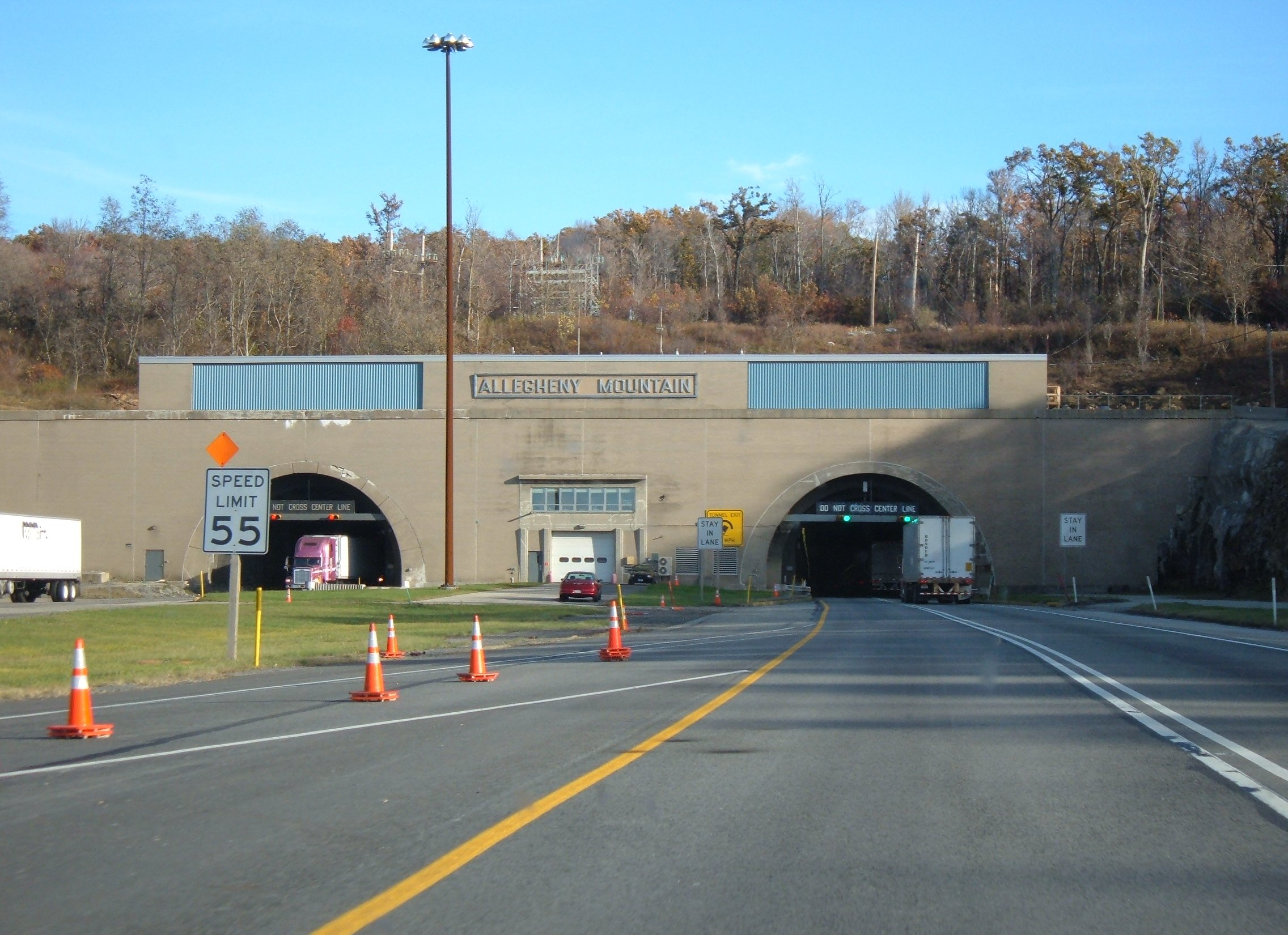
I-70 / I-76 au Allegheny Mountain Tunnel

L'autoroute arrive en Pennsylvanie près de la petite ville de West Alexander. Elle traverse une région rurale avant d'atteindre Washington. Dans cette ville, elle croise l'I-79 et les deux autoroutes forment un multiplex. À l'origine, il était prévu que l'I-70 passe par le centre-ville de Pittsburgh mais passe plutôt au sud de la ville. Le tracé prévu a été attribué à l'I-376, l'I-76 et l'I-79. Les 38 miles (61 km) qui séparent Washington et New Stanton ne rencontrent pas les standards autoroutiers. Des courbes prononcées, une faible distance de vision, des accotements étroits et un manque de voies pour intégrer et quitter l'autoroute caractérisent ce segment. Les voies est et ouest ne sont séparées que par un muret de béton.

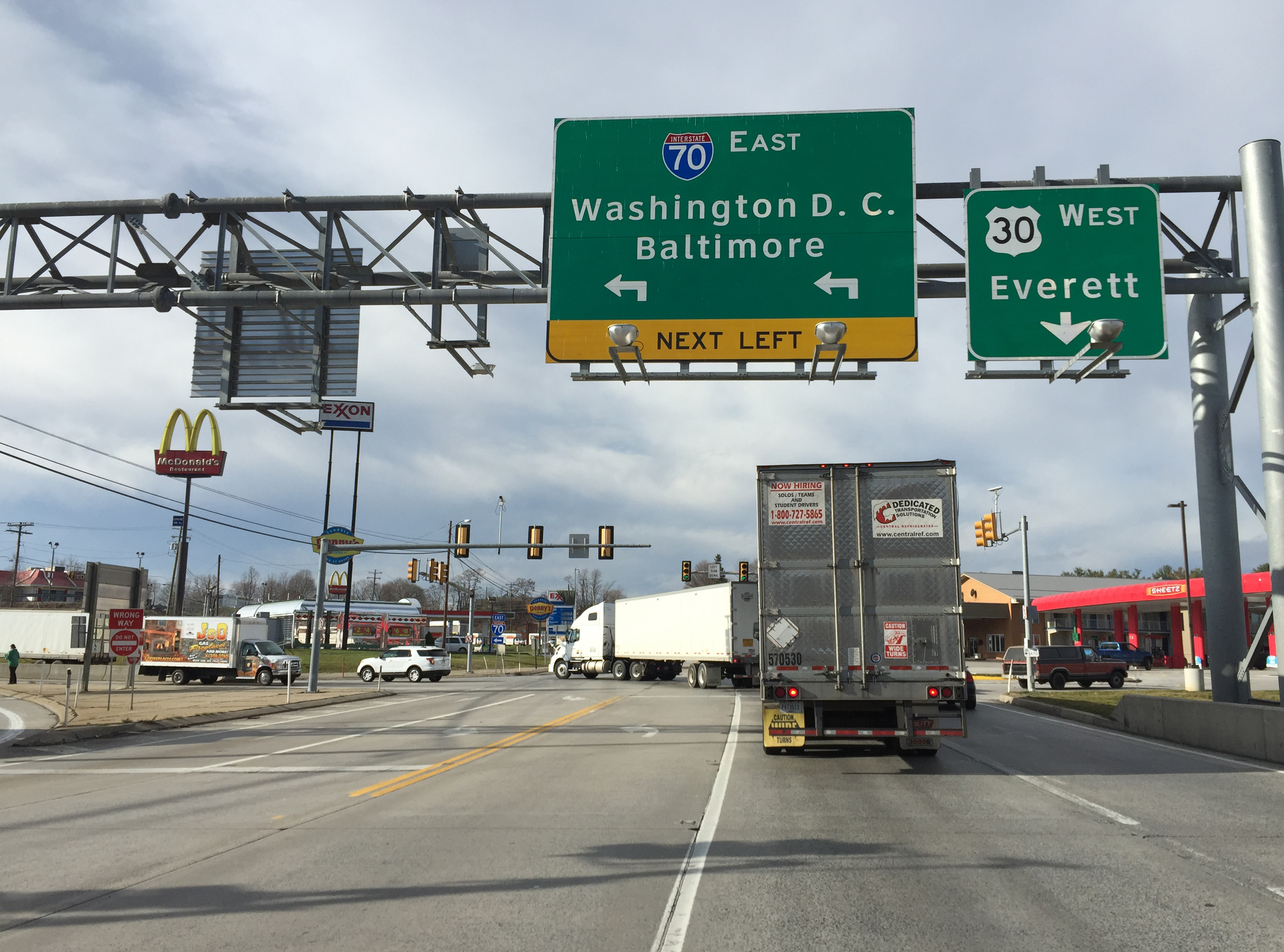
Échangeur avec la US 30

En arrivant à New Stanton, l'I-70 rencontre l'I-76 et les deux autoroutes entament un multiplex de près de 100 miles (160 km) jusqu'à Breezewood. Le multiplex fait partie du Pennsylvania Turnpike. Il s'agit de la seconde section à péage de l'I-70, la précédente étant au Kansas.
À Breezewood, l'I-70 et l'I-76 se séparent. Alors que l'I-76 continue de porter le Pennsylvania Turnpike, l'I-70 redevient gratuite. Toutefois, les automobilistes doivent emprunter une sortie, passer par un poste de péage et s'arrêter à un feu de circulation. Ils doivent ensuite emprunter la US 30 et effectuer un virage à gauche pour retourner sur l'autoroute.
Passé cette intersection, l'I-70 continue en s'orientant vers le sud pour atteindre la frontière du Maryland.

### Maryland

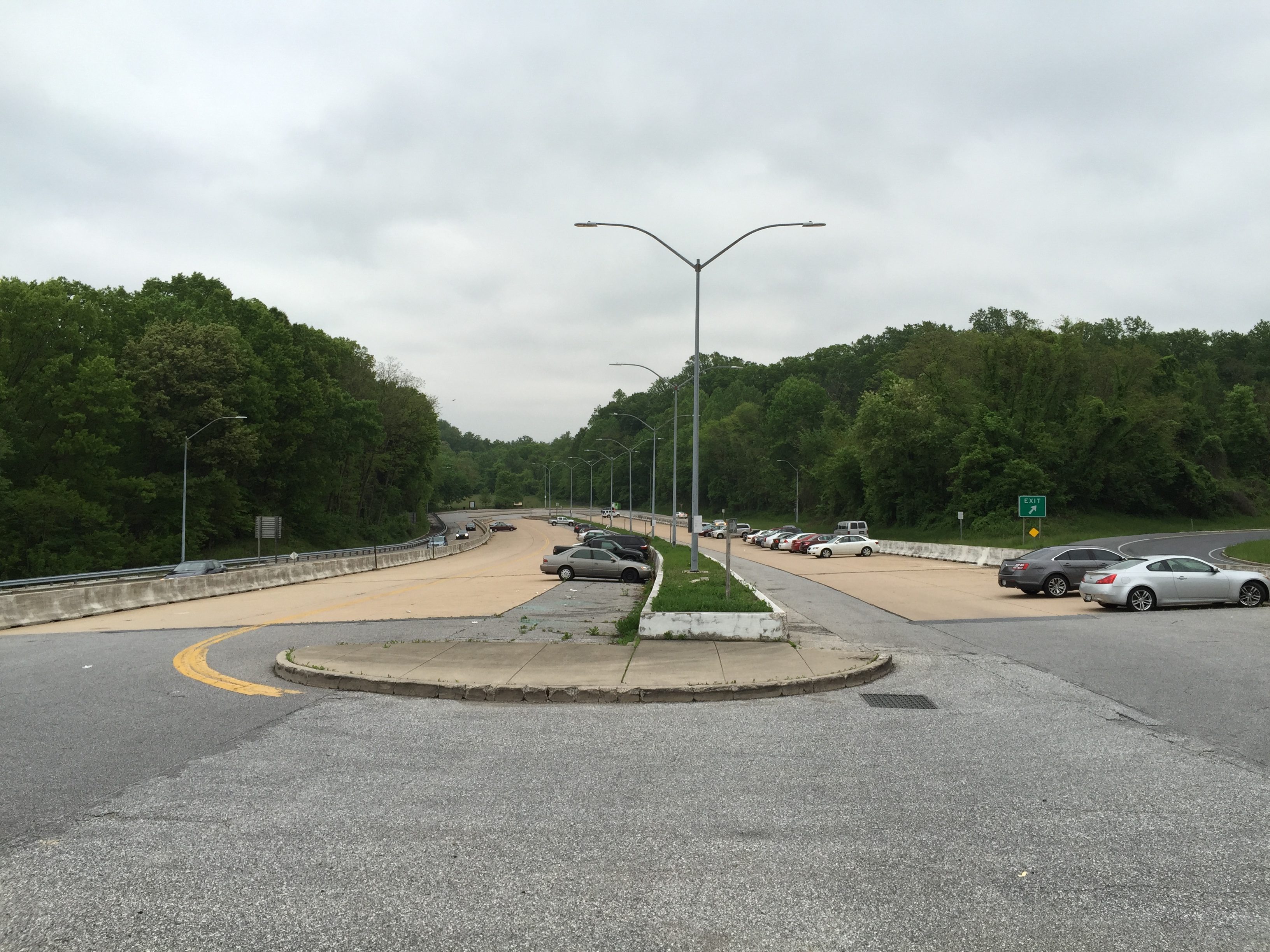
Terminus est de l'I-70

Au Maryland, l'I-70 parcourt le trajet depuis la frontière de la Pennsylvanie près d'Hancock jusqu'à Baltimore. Il s'agit d'une autoroute importante de l'État desservant les villes de Hagerstown et de Frederick en contournant Ellicott City. À l'est de Frederick, la route était d'abord désignée comme Interstate 70N (I-70N). L'I-270, qu'elle croise à cet endroit, était désignée Interstate 70S (I-70S). L'I-70 se dirige vers Baltimore alors que l'I-270 dessert Washington D.C.
À l'origine, l'I-70 devait se terminer à la rencontre avec l'I-95 à Baltimore. En raison de l'opposition locale, l'autoroute n'a été construite que jusqu'à la MD 122, se terminant abruptement dans un stationnement incitatif.

## Liste des sorties

### Utah
| Interstate 70                             |                   |        |        |                                                                  |                                                                  | |
| Comté                                     | Municipalité      | mi     | km     | Sortie                                                           | Intersections / Destinations                                     | Notes |
| Millard                                   |                   | 0,00   | 0,00   | —                                                                | I-15 – Las Vegas, Salt Lake City                                 | Sortie 132 de l'I-15 |
| Millard                                   |                   | 1,35   | 2,17   | 1                                                                | Cove Fort                                                        | |
| Sevier                                    |                   | 7,84   | 12,61  | 7                                                                | Clear Creek Canyon Road                                          | |
| Sevier                                    |                   | 17,16  | 27,62  | 17                                                               | Fremont Indian State Park                                        | |
| Sevier                                    |                   | 23,19  | 37,32  | 23                                                               | US 89 sud – Panguitch, Kanab                                     | Terminus ouest du multiplex avec US 89                                                                                              |
| Sevier                                    | Joseph            | 25,76  | 41,46  | 25                                                               | SR-118 (en) nord – Joseph, Monroe                                | |
| Sevier                                    | Elsinore          | 31,67  | 50,98  | 31                                                               | Elsinore, Monroe                                                 | |
| Sevier                                    | Richfield         | 37,12  | 59,75  | 37                                                               | I-70 BL est / SR 120 (en) – Richfield                            | |
| Sevier                                    | Richfield         | 40,26  | 64,79  | 40                                                               | I-70 BL ouest / SR 120 (en) – Richfield                          | |
| Sevier                                    |                   | 48,92  | 78,73  | 48                                                               | Vers SR-24 (en) – Sigurd, Aurora                                 | |
| Sevier                                    | Salina            | 56,71  | 91,26  | 56                                                               | I-70 BS / US 89 nord / US 50 ouest – Salina                      | Terminus est du multiplex avec US 89; terminus ouest du multiplex avec US 50; derniers services sur l'I-70 avant 100 miles (160 km) |
| Sevier                                    |                   | 63,19  | 101,70 | 63                                                               | Gooseberry Road                                                  | |
| Sevier                                    |                   | 73,92  | 118,97 | 73                                                               | Salina Creek                                                     | |
| Sevier                                    |                   | 86,77  | 139,65 | 86                                                               | Aire de repos d'Ivy Creek                                        | |
| Sevier                                    |                   | 91,01  | 146,47 | 91                                                               | SR-10 (en) nord / SR-72 (en) sud – Price, Loa                    | |
| Emery                                     |                   | 99,49  | 160,11 | 99                                                               | Millers Canyon                                                   | |
| Emery                                     |                   | 104,62 | 168,37 | Point d'observation de Salt Wash                                 | Point d'observation de Salt Wash                                 | Point d'observation de Salt Wash |
| Emery                                     |                   | 108,01 | 173,83 | 108                                                              | Lone Tree                                                        | |
| Emery                                     |                   | 115,63 | 186,10 | Point d'observation de Devil's Canyon (direction est)            | Point d'observation de Devil's Canyon (direction est)            | Point d'observation de Devil's Canyon (direction est)                                                                               |
| Emery                                     |                   | 116,51 | 187,51 | 116                                                              | Moore                                                            | |
| Emery                                     |                   | 122,57 | 197,25 | Point d'observation de Ghost Rocks                               | Point d'observation de Ghost Rocks                               | Point d'observation de Ghost Rocks                                                                                                  |
| Emery                                     |                   | 131,51 | 211,64 | 131                                                              | Temple Mountain Road                                             | |
| Emery                                     |                   | 142,59 | 229,47 | Point d'observation de Spotted Wolf Canyon                       | Point d'observation de Spotted Wolf Canyon                       | Point d'observation de Spotted Wolf Canyon                                                                                          |
| Emery                                     |                   | 146,34 | 235,51 | Point d'observation de San Rafael Reef (direction ouest)         | Point d'observation de San Rafael Reef (direction ouest)         | Point d'observation de San Rafael Reef (direction ouest)                                                                            |
| Emery                                     |                   | 149,20 | 240,11 | 149                                                              | SR-24 (en) ouest – Hanksville                                    | |
| Emery                                     |                   | 157,92 | 254,15 | 157                                                              | US 6 ouest / US 191 nord – Price, Salt Lake City                 | Terminus ouest du multiplex avec US 6 / US 191                                                                                      |
| Emery                                     |                   | 160,40 | 258,14 | 160                                                              | I-70 BL / SR-19 (en) est – Green River                           | |
| Grand                                     |                   | 164,55 | 264,81 | 164                                                              | I-70 BL / SR-19 (en) ouest – Green River                         | |
| Grand                                     |                   | 175,59 | 282,58 | 175                                                              | Floy                                                             | |
| Grand                                     | Crescent Junction | 182,15 | 293,15 | 182                                                              | US 191 sud – Crescent Junction, Moab                             | Terminus est du multiplex avec US 191                                                                                               |
| Grand                                     |                   | 187,41 | 301,61 | 187                                                              | SR-94 (en) – Thompson Springs                                    | |
| Grand                                     |                   | 189,88 | 305,58 | Aire de repos / Centre d'accueil des visiteurs (direction ouest) | Aire de repos / Centre d'accueil des visiteurs (direction ouest) | Aire de repos / Centre d'accueil des visiteurs (direction ouest)                                                                    |
| Grand                                     |                   | 193,47 | 311,36 | 193                                                              | Yellowcat                                                        | |
| Grand                                     |                   | 204,74 | 329,49 | 204                                                              | SR-128 (en) sud – Cisco                                          | |
| Grand                                     |                   | 214,37 | 344,99 | 214                                                              | Danish Flat                                                      | |
| Grand                                     |                   | 221,89 | 357,09 | 221                                                              | Sulphur                                                          | |
| Grand                                     |                   | 227,09 | 365,46 | 227                                                              | Westwater                                                        | |
| Grand                                     |                   | 228,35 | 367,50 | Point de vue de Harley Dome (direction ouest)                    | Point de vue de Harley Dome (direction ouest)                    | Point de vue de Harley Dome (direction ouest)                                                                                       |
| Grand                                     |                   | 231,67 | 372,84 |                                                                  | I-70 est / US 6 est / US 50 est – Grand Junction, Denver         | Continue au Colorado |
| - Terminus de multiplex - Accès incomplet |                   |        |        |                                                                  |                                                                  | |

### Colorado
| Interstate 70                             |                                               |               |                        |                                                            |                                                                       |                                                                                      |
| Comté                                     | Municipalité                                  | mi            | km                     | Sortie                                                     | Intersections / Destinations                                          | Notes                                                                                |
| Mesa                                      |                                               | 0,00          | 0,00                   |                                                            | I-70 ouest / US 6 ouest / US 50 ouest – Salina                        | Continue en Utah                                                                     |
| Mesa                                      |                                               | 1,81          | 2,92                   | 2                                                          | Rabbit Valley                                                         |                                                                                      |
| Mesa                                      | Mack                                          | 11,11         | 17,87                  | 11                                                         | US 50 est – Mack                                                      | Terminus est du multiplex avec US 50                                                 |
| Mesa                                      |                                               | 15,08         | 24,27                  | 15                                                         | SH 139 (en) nord – Loma, Rangely                                      |                                                                                      |
| Mesa                                      | Fruita                                        | 19,44         | 31,29                  | 19                                                         | SH 340 (en) – Fruita                                                  |                                                                                      |
| Mesa                                      | Grand Junction                                | 25,56         | 41,14                  | 26                                                         | I-70 BL est / US 6 est / US 50 – Grand Junction                       | Terminus est du multiplex avec US 6                                                  |
| Mesa                                      | Grand Junction                                | 27,57         | 44,37                  | 28                                                         | 24 Road                                                               |                                                                                      |
| Mesa                                      | Grand Junction                                | 27,57         | 44,37                  | 28                                                         | Redlands Parkway                                                      |                                                                                      |
| Mesa                                      | Grand Junction                                | 31,35         | 50,46                  | 31                                                         | Horizon Drive                                                         |                                                                                      |
| Mesa                                      |                                               | 36,64         | 58,97                  | 37                                                         | I-70 BL ouest vers US 6 – Clifton, Delta, Grand Junction              |                                                                                      |
| Mesa                                      | Palisade                                      | 41,58         | 66,91                  | 42                                                         | Vers US 6 – Palisade                                                  |                                                                                      |
| Mesa                                      |                                               | 43,68         | 70,30                  | 44                                                         | US 6 ouest – Palisade                                                 | Terminus ouest du multiplex avec US 6                                                |
| Mesa                                      | 45,33                                         | 72,96         | 45                     | Cameo                                                      |                                                                       |                                                                                      |
| Mesa                                      | 46,87                                         | 75,43         | 47                     | James M. Robb – Colorado River State Park, Island Acres    |                                                                       |                                                                                      |
| Mesa                                      | 49,02                                         | 78,88         | 49                     | SH 65 (en) sud vers SH 330 (en) est – Grand Mesa, Collbran |                                                                       |                                                                                      |
| Mesa                                      | 50,38                                         | 81,08         | Beavertail Tunnel      | Beavertail Tunnel                                          | Beavertail Tunnel                                                     |                                                                                      |
| Mesa                                      | 61,65                                         | 99,21         | 62                     | US 6 est – De Beque                                        | Terminus est du multiplex avec US 6                                   |                                                                                      |
| Garfield                                  | Parachute                                     | 72,23         | 116,24                 | 72                                                         | US 6 vers CR 215 nord – Parachute                                     |                                                                                      |
| Garfield                                  | Parachute                                     | 74,66         | 120,16                 | 75                                                         | Parachute, Battlement Mesa                                            |                                                                                      |
| Garfield                                  |                                               | 81,24         | 130,74                 | 81                                                         | Rulison                                                               |                                                                                      |
| Garfield                                  | Rifle                                         | 86,25         | 139,77                 | 87                                                         | Rifle ouest                                                           |                                                                                      |
| Garfield                                  | Rifle                                         | 90,42         | 145,52                 | 90                                                         | SH 13 (en) nord – Rifle, Meeker                                       |                                                                                      |
| Garfield                                  |                                               | 93,99         | 151,26                 | 94                                                         | Aéroport régional du Comté de Garfield                                |                                                                                      |
| Garfield                                  | Silt                                          | 97,43         | 156,79                 | 97                                                         | I-70 BS nord – Silt                                                   |                                                                                      |
| Garfield                                  |                                               | 105,26        | 169,40                 | 105                                                        | New Castle                                                            |                                                                                      |
| Garfield                                  | Chacra                                        | 109,00        | 175,42                 | 109                                                        | US 6 ouest (Canyon Creek)                                             | Terminus ouest du multiplex avec US 6                                                |
| Garfield                                  | Chacra                                        | 111,33        | 179,17                 | 111                                                        | South Canyon                                                          |                                                                                      |
| Garfield                                  | Glenwood Springs                              | 114,30        | 183,94                 | 114                                                        | Glenwood Springs ouest                                                |                                                                                      |
| Garfield                                  | Glenwood Springs                              | 116,38        | 187,30                 | 116                                                        | SH 82 (en) est (Grand Avenue) – Glenwood Springs                      |                                                                                      |
| Garfield                                  |                                               | 118,64        | 190,93                 | 119                                                        | No Name                                                               |                                                                                      |
| Garfield                                  |                                               | 120,95        | 194,66                 | 121                                                        | Grizzly Creek vers Hanging Lake                                       |                                                                                      |
| Garfield                                  |                                               | 122,66        | 197,40                 | 123                                                        | Shoshone                                                              | Sortie direction est, entrée direction ouest                                         |
| Garfield                                  | 125,06                                        | 201,27        | 125                    | Hanging Lake                                               | Sortie direction est, entrée direction ouest                          |                                                                                      |
| Garfield                                  | 125,27                                        | 201,60        | Tunnel de Hanging Lake | Tunnel de Hanging Lake                                     | Tunnel de Hanging Lake                                                |                                                                                      |
| Garfield                                  | 128,32                                        | 206,51        | 129                    | Bair Ranch                                                 |                                                                       |                                                                                      |
| Eagle                                     |                                               | 133,38        | 214,66                 | 133                                                        | Dotsero                                                               |                                                                                      |
| Eagle                                     | Gypsum                                        | 139,53        | 224,56                 | 140                                                        | US 6 est – Gypsum                                                     | Terminus est du multiplex avec US 6                                                  |
| Eagle                                     | Eagle                                         | 146,65        | 236,01                 | 147                                                        | Eagle                                                                 |                                                                                      |
| Eagle                                     |                                               | 156,55        | 251,94                 | 157                                                        | SH 131 (en) nord – Wolcott, Steamboat Springs                         |                                                                                      |
| Eagle                                     |                                               | 162,78        | 261,97                 | 163                                                        | I-70 BS sud – Edwards                                                 |                                                                                      |
| Eagle                                     | Avon                                          | 166,64        | 268,17                 | 167                                                        | Avon                                                                  |                                                                                      |
| Eagle                                     | Avon                                          | 168,16        | 270,62                 | 168                                                        | William J. Post Boulevard – Entrée est d'Avon                         |                                                                                      |
| Eagle                                     | Eagle-Vail                                    | 168,76        | 271,59                 | 169                                                        | US 6 – Eagle-Vail                                                     | Sortie direction ouest, entrée direction est                                         |
| Eagle                                     |                                               | 171,11        | 275,37                 | 171                                                        | US 6 ouest / US 24 est – Eagle-Vail                                   | Terminus ouest du multiplex avec US                                                  |
| Eagle                                     | Vail                                          | 173,32        | 278,93                 | 173                                                        | Vail ouest                                                            |                                                                                      |
| Eagle                                     | Vail                                          | 176,06        | 283,34                 | 176                                                        | Centre de ski de Vail (en) – Musée de Vail                            |                                                                                      |
| Eagle                                     | Vail                                          | 179,87        | 289,47                 | 180                                                        | Vail est                                                              |                                                                                      |
| Col de Vail (en)                          | Col de Vail (en)                              | 189,98        | 305,75                 | Altitude 10 662 pieds (3 250 m)                            | Altitude 10 662 pieds (3 250 m)                                       | Altitude 10 662 pieds (3 250 m)                                                      |
| Summit                                    |                                               | 190,10        | 305,93                 | 190                                                        | Shrine Pass Road – Aire de repos de Vail Pass                         |                                                                                      |
| Summit                                    |                                               | 195,30        | 314,30                 | 195                                                        | SH 91 (en) sud – Copper Mountain, Leadville                           |                                                                                      |
| Summit                                    |                                               | 197,85        | 318,42                 | 198                                                        | Officers Gulch                                                        |                                                                                      |
| Summit                                    | Frisco                                        | 201,00        | 323,47                 | 201                                                        | Main Street – Frisco, Breckenridge                                    |                                                                                      |
| Summit                                    | Frisco                                        | 202,35        | 325,65                 | 203                                                        | SH 9 (en) sud – Frisco, Breckenridge                                  | Terminus ouest du multiplex avec SH 9                                                |
| Summit                                    | Silverthorne                                  | 205,42        | 330,60                 | 205                                                        | US 6 est / SH 9 (en) nord (Blue River Parkway) – Silverthorne, Dillon | Terminus est du multiplex avec US 6 et SH 9                                          |
| Ligne de partage des eaux                 | Ligne de partage des eaux                     | 213,65 215,34 | 343,84 346,56          | Eisenhower Tunnel (en)                                     | Eisenhower Tunnel (en)                                                | Eisenhower Tunnel (en)                                                               |
| Clear Creek                               |                                               | 216,19        | 347,92                 | 216                                                        | US 6 ouest – Loveland Pass                                            | Terminus ouest du multiplex avec US 6                                                |
| Clear Creek                               | 218,35                                        | 351,39        | 218                    | (Pas de nom de sortie)                                     |                                                                       |                                                                                      |
| Clear Creek                               | 221,30                                        | 356,14        | 221                    | Bakerville                                                 |                                                                       |                                                                                      |
| Clear Creek                               | Silver Plume                                  | 225,72        | 363,26                 | 226                                                        | Silver Plume                                                          |                                                                                      |
| Clear Creek                               | Georgetown                                    | 227,91        | 366,79                 | 228                                                        | Georgetown                                                            |                                                                                      |
| Clear Creek                               |                                               | 231,89        | 373,19                 | 232                                                        | US 40 ouest – Empire, Granby                                          | Terminus ouest du multiplex avec US 40                                               |
| Clear Creek                               | 233,05                                        | 375,05        | 233                    | Lawson                                                     | Sortie direction est seulement                                        |                                                                                      |
| Clear Creek                               | 234,21                                        | 376,92        | 234                    | Downieville, Dumont, Lawson                                |                                                                       |                                                                                      |
| Clear Creek                               | 235,01                                        | 378,20        | 235                    | Dumont                                                     | Sortie direction ouest seulement                                      |                                                                                      |
| Clear Creek                               | 237,66                                        | 382,48        | 238                    | Fall River Road                                            |                                                                       |                                                                                      |
| Clear Creek                               | Idaho Springs                                 | 238,70        | 384,16                 | 239                                                        | I-70 BL est – Idaho Springs                                           | Pas d'entrée en direction est                                                        |
| Clear Creek                               | Idaho Springs                                 | 239,65        | 385,68                 | 240                                                        | SH 103 (en) / Mount Evans Scenic Byway (en) – Mont Evans              |                                                                                      |
| Clear Creek                               | Idaho Springs                                 | 241,13        | 388,05                 | 241                                                        | I-70 BL ouest – Idaho Springs                                         |                                                                                      |
| Clear Creek                               | Idaho Springs                                 | 242,29        | 389,93                 | Tunnels Veterans Memorial                                  | Tunnels Veterans Memorial                                             | Tunnels Veterans Memorial                                                            |
| Clear Creek                               | Idaho Springs                                 | 242,98        | 391,04                 | 243                                                        | Hidden Valley, Central City                                           |                                                                                      |
| Clear Creek                               |                                               | 244,26        | 393,10                 | 244                                                        | US 6 / US 40 est – Golden                                             | Terminus est du multiplex avec US 6 / US 40; pas d'entrée en direction est           |
| Clear Creek                               | 246,60                                        | 396,87        | 247                    | Beaver Brook, Floyd Hill                                   | Sortie direction est, entrée direction ouest                          |                                                                                      |
| Jefferson                                 |                                               | 247,60        | 398,48                 | Beaver Brook, Floyd Hill                                   | 248                                                                   | Sortie direction ouest, entrée direction est                                         |
| Jefferson                                 | 250,77                                        | 403,57        | 251                    | El Rancho                                                  | Sortie direction est, entrée direction ouest                          |                                                                                      |
| Jefferson                                 |                                               | 251,32        | 404,46                 | 252                                                        | SH 74 (en) (Evergreen Parkway) / US 40 ouest                          | Terminus ouest du multiplex avec US 40; sortie direction ouest, entrée direction est |
| Jefferson                                 | 252,24                                        | 405,95        | 253                    | Chief Hosa                                                 |                                                                       |                                                                                      |
| Jefferson                                 | 253,53                                        | 408,01        | 254                    | US 40 est – Genesee Park                                   | Terminus est du multiplex avec US 40                                  |                                                                                      |
| Jefferson                                 | 255,97                                        | 411,95        | 256                    | Lookout Mountain                                           |                                                                       |                                                                                      |
| Jefferson                                 |                                               | 258,72        | 416,37                 | 259                                                        | US 40 est – Golden, Morrison                                          | Indication direction est                                                             |
| Jefferson                                 | CR 93 – Morrison                              | 258,72        | 416,37                 | 259                                                        | Indication direction ouest                                            |                                                                                      |
| Jefferson                                 | Golden                                        | 259,80        | 418,11                 | 260                                                        | SH 470 (en) – Boulder, Colorado Springs                               | Pas de sortie direction ouest ou d'entrée direction est depuis SH 470 est            |
| Jefferson                                 |                                               | 261,03        | 420,09                 | 261                                                        | US 6 (6th Avenue)                                                     | Sortie direction est, entrée direction ouest                                         |
| Jefferson                                 | 261,63                                        | 421,05        | 262                    | US 40 / I-70 BL (Colfax Avenue) vers US 6                  |                                                                       |                                                                                      |
| Jefferson                                 | Lakewood                                      | 262,57        | 422,57                 | 263                                                        | Colorado Mills Parkway – Denver ouest                                 |                                                                                      |
| Jefferson                                 | Wheat Ridge                                   | 264,34        | 425,52                 | 264                                                        | Youngfield Street / 32nd Avenue                                       |                                                                                      |
| Jefferson                                 | Wheat Ridge                                   | 265,34        | 427,03                 | 265                                                        | SH 58 (en) ouest – Golden, Central City                               |                                                                                      |
| Jefferson                                 | Wheat Ridge                                   | 265,73        | 427,65                 | 266                                                        | SH 72 (en) (Ward Road) / 44th Avenue                                  |                                                                                      |
| Jefferson                                 | Wheat Ridge                                   | 267,40        | 430,34                 | 267                                                        | SH 391 (en) (Kipling Street)                                          |                                                                                      |
| Jefferson                                 | Arvada                                        | 269,01        | 432,92                 | 269A                                                       | SH 121 (en) (Wadsworth Boulevard)                                     |                                                                                      |
| Jefferson                                 | Arvada                                        | 269,24        | 433,30                 | 269B                                                       | I-76 est – Fort Morgan                                                | Sortie direction est, entrée direction ouest; terminus ouest de l'I-76               |
| Jefferson                                 | Limite Wheat Ridge–Lakeside                   | 270,00        | 434,52                 | 270                                                        | SH 95 (en) (Sheridan Boulevard) / Harlan Street                       |                                                                                      |
| Limite Jefferson–Denver                   | Limite Lakeside–Denver                        | 270,50        | 435,32                 | 271A                                                       | SH 95 (en) (Sheridan Boulevard)                                       | Sortie direction ouest, entrée direction est                                         |
| Comté et ville de Denver                  | Comté et ville de Denver                      | 271,55        | 437,02                 | 271B                                                       | Lowell Boulevard / Tennyson Street                                    | Sortie direction ouest, entrée direction est                                         |
| Comté et ville de Denver                  | Comté et ville de Denver                      | 272,01        | 437,75                 | 272                                                        | US 287 (Federal Boulevard)                                            |                                                                                      |
| Comté et ville de Denver                  | Comté et ville de Denver                      | 273,02        | 439,38                 | 273                                                        | Pecos Street                                                          |                                                                                      |
| Comté et ville de Denver                  | Comté et ville de Denver                      | 274,06        | 441,06                 | 274                                                        | I-25 / US 6 ouest / US 85 sud – Fort Collins, Colorado Springs        | Terminus ouest du multiplex avec US 6 / US 85; sortie 214A de l'I-25                 |
| Comté et ville de Denver                  | Comté et ville de Denver                      | 274,61        | 441,94                 | 275A                                                       | Washington Street                                                     |                                                                                      |
| Comté et ville de Denver                  | Comté et ville de Denver                      | 275,25        | 442,98                 | 275B                                                       | SH 265 (en) nord (Brighton Boulevard)                                 |                                                                                      |
| Comté et ville de Denver                  | Comté et ville de Denver                      | 275,55        | 443,45                 | 275C                                                       | York Street / Josephine Street                                        | Sortie direction est, entrée direction ouest                                         |
| Comté et ville de Denver                  | Comté et ville de Denver                      | 276,08        | 444,31                 | 276A                                                       | US 6 est / US 85 nord (Vasquez Boulevard)                             | Terminus est du multiplex avec US 6 / US 85; indication direction est                |
| Comté et ville de Denver                  | Comté et ville de Denver                      | 276,08        | 444,31                 | 276A                                                       | Steele Street / Vasquez Boulevard                                     | Indication direction ouest                                                           |
| Comté et ville de Denver                  | Comté et ville de Denver                      | 276,57        | 445,10                 | 276B                                                       | SH 2 (en) (Colorado Boulevard) vers US 6 est / US 85 nord             | US et US 85 n'apparaissent qu'en direction ouest                                     |
| Comté et ville de Denver                  | Comté et ville de Denver                      | 276,80        | 445,46                 | 277                                                        | Dahlia Street / Holly Street / Monaco Street                          |                                                                                      |
| Comté et ville de Denver                  | Comté et ville de Denver                      | 278,55        | 448,28                 | 278                                                        | SH 35 (en) (Northfield Quebec Street)                                 |                                                                                      |
| Comté et ville de Denver                  | Comté et ville de Denver                      | 279,09        | 449,15                 | 279A                                                       | I-270 ouest / US 36 ouest – Fort Collins, Boulder                     | Terminus ouest du multiplex avec US 36; sortie direction ouest, entrée direction est |
| Comté et ville de Denver                  | Comté et ville de Denver                      | 279,59        | 449,96                 | 279B                                                       | Central Park Boulevard                                                |                                                                                      |
| Comté et ville de Denver                  | Comté et ville de Denver                      | 280,57        | 451,53                 | 280                                                        | Havana Street                                                         |                                                                                      |
| Comté et ville de Denver                  | Comté et ville de Denver                      | 281,56        | 453,13                 | 281                                                        | Peoria Street                                                         |                                                                                      |
| Limite Denver–Adams                       | Limite Denver–Aurora                          | 282,27        | 454,27                 | 282                                                        | I-225 sud – Aurora, Colorado Springs                                  | Sortie 12 de l'I-225                                                                 |
| Adams                                     | Aurora                                        | 283,53        | 456,30                 | 283                                                        | Chambers Road                                                         |                                                                                      |
| Adams                                     | Aurora                                        | 283,62        | 456,45                 | 284                                                        | Peña Boulevard – Aéroport international de Denver                     | Sortie direction est, entrée direction ouest                                         |
| Adams                                     | Aurora                                        | 284,63        | 458,06                 | 285                                                        | Airport Boulevard                                                     |                                                                                      |
| Adams                                     | Aurora                                        | 285,73        | 459,83                 | 286                                                        | Tower Road                                                            |                                                                                      |
| Adams                                     | Aurora                                        | 288,22        | 463,84                 | 288                                                        | I-70 BL / US 40 ouest / US 287 nord (Colfax Avenue)                   | Terminus ouest du multiplex avec US 40 / US 287; pas d'entrée en direction ouest     |
| Adams                                     | Aurora                                        | 289,03        | 465,15                 | 289                                                        | E-470 (en) – Fort Collins, Colorado Springs                           |                                                                                      |
| Adams                                     | Aurora                                        | 292,13        | 470,13                 | 292                                                        | SH 36 (en) est (Airpark Road)                                         |                                                                                      |
| Adams                                     |                                               | 295,26        | 475,17                 | 295                                                        | I-70 BS nord – Watkins                                                |                                                                                      |
| Adams                                     | 299,33                                        | 481,72        | 299                    | Manila Road                                                |                                                                       |                                                                                      |
| Adams                                     | Bennett                                       | 304,36        | 489,82                 | 304                                                        | SH 79 (en) nord – Bennett                                             |                                                                                      |
| Adams                                     | Bennett                                       | 305,26        | 491,27                 | 305                                                        | Kiowa                                                                 | Sortie direction est seulement                                                       |
| Arapahoe                                  | Bennett                                       | 305,78        | 492,11                 | 306                                                        | SH 36 (en) – Kiowa, Bennett                                           | Pas d'entrée en direction est; pas d'indication en direction est                     |
| Arapahoe                                  |                                               | 310,17        | 499,16                 | 310                                                        | Strasburg                                                             |                                                                                      |
| Arapahoe                                  | 315,91                                        | 508,41        | 316                    | US 36 est / SH 36 (en) ouest – Byers                       | Terminus est du multiplex avec US 36                                  |                                                                                      |
| Arapahoe                                  | 322,09                                        | 518,35        | 322                    | Peoria                                                     |                                                                       |                                                                                      |
| Arapahoe                                  | Deer Trail                                    | 328,33        | 528,39                 | 328                                                        | I-70 BS sud – Deer Trail                                              |                                                                                      |
| Elbert                                    |                                               | 336,79        | 542,01                 | 336                                                        | Lowland                                                               |                                                                                      |
| Elbert                                    | 340,35                                        | 547,75        | 340                    | I-70 BS ouest – Agate                                      |                                                                       |                                                                                      |
| Elbert                                    | 348,73                                        | 561,23        | 348                    | Cedar Point                                                |                                                                       |                                                                                      |
| Elbert                                    | 352,34                                        | 567,04        | 352                    | SH 86 (en) ouest – Kiowa                                   |                                                                       |                                                                                      |
| Elbert                                    | 354,54                                        | 570,57        | 354                    | (Pas de nom de sortie)                                     |                                                                       |                                                                                      |
| Lincoln                                   | Limon                                         | 359,50        | 578,56                 | 359                                                        | I-70 BL est vers US 24 / SH 71 (en) – Limon                           | Indication direction est                                                             |
| Lincoln                                   | Limon                                         | 359,50        | 578,56                 | 359                                                        | US 24 – Colorado Springs                                              | Indication direction ouest                                                           |
| Lincoln                                   | Limon                                         | 361,74        | 582,17                 | 361                                                        | I-70 BL vers SH 71 (en) – Limon                                       |                                                                                      |
| Lincoln                                   |                                               | 363,03        | 584,23                 | 363                                                        | US 40 est / US 287 sud – Hugo, Kit Carson                             | Terminus est du multiplex avec US 40 / US 287; indication direction est              |
| Lincoln                                   | I-70 BL / US 24 ouest vers SH 71 (en) – Limon | 363,03        | 584,23                 | 363                                                        | Terminus ouest du multiplex avec US 24; indication direction ouest    |                                                                                      |
| Lincoln                                   |                                               | 371,48        | 597,84                 | 371                                                        | Genoa, Hugo                                                           |                                                                                      |
| Lincoln                                   | 376,52                                        | 605,95        | 376                    | Bovina                                                     |                                                                       |                                                                                      |
| Lincoln                                   | Arriba                                        | 383,50        | 617,18                 | 383                                                        | Arriba                                                                |                                                                                      |
| Kit Carson                                |                                               | 394,56        | 634,99                 | 395                                                        | Flagler                                                               |                                                                                      |
| Kit Carson                                | Seibert                                       | 405,07        | 651,89                 | 405                                                        | US 24 est / SH 59 (en) – Seibert                                      | Terminus est du multiplex avec US 24                                                 |
| Kit Carson                                |                                               | 411,96        | 662,99                 | 412                                                        | Vona                                                                  |                                                                                      |
| Kit Carson                                |                                               | 419,31        | 674,82                 | 419                                                        | SH 57 (en) – Stratton                                                 |                                                                                      |
| Kit Carson                                |                                               | 428,82        | 690,13                 | 429                                                        | Bethune                                                               |                                                                                      |
| Kit Carson                                | Burlington                                    | 436,79        | 702,94                 | 437                                                        | I-70 BL / US 385 (Lincoln Street)                                     |                                                                                      |
| Kit Carson                                | Burlington                                    | 438,23        | 705,26                 | 438                                                        | I-70 BL / US 24 (Rose Avenue)                                         | Terminus ouest du multiplex avec US 24                                               |
| Kit Carson                                |                                               | 449,59        | 723,54                 |                                                            | I-70 / US 24 est – Goodland, Salina                                   | Continue au Kansas                                                                   |
| - Terminus de multiplex - Accès incomplet |                                               |               |                        |                                                            |                                                                       |                                                                                      |

### Kansas
| Interstate 70                                     |                                     |                     |                     |                                                  |                                                                                                   | |
| Comté                                             | Municipalité                        | mi                  | km                  | Sortie                                           | Intersections / Destinations                                                                      | Notes |
| Sherman                                           | Stateline Township                  | 0,00                | 0,00                |                                                  | I-70 / US 24 ouest – Limon, Denver                                                                | Continue au Colorado |
| Sherman                                           | Stateline Township                  | 1,35                | 2,17                | 1                                                | K-267 (en) – Kanorado                                                                             | |
| Sherman                                           | Lincoln Township                    | 9,32                | 15,00               | 9                                                | County Road 11                                                                                    | |
| Sherman                                           | Logan Township                      | 12,27               | 19,75               | 12                                               | County Road 14                                                                                    | |
| Sherman                                           | Goodland                            | 17,27               | 277,9               | 17                                               | US 24 Bus. est / K-27 (en) – Sharon Springs, Saint Francis                                        | |
| Sherman                                           | Goodland                            | 19,25               | 30,98               | 19                                               | US 24 Bus. ouest – Goodland                                                                       | |
| Sherman                                           | Washington Township                 | 27,22               | 43,81               | 27                                               | K-253 (en) – Edson                                                                                | |
| Thomas                                            | West Hale Township                  | 36,34               | 58,48               | 36                                               | K-184 (en) – Brewster                                                                             | |
| Thomas                                            | East Hale Township                  | 45,83               | 53,76               | 45                                               | US 24 est – Levant                                                                                | Terminus est du multiplex avec US 24 |
| Thomas                                            | Colby                               | 53,81               | 86,60               | 53                                               | K-25 (en) – Leoti, Atwood                                                                         | |
| Thomas                                            | Morgan Township                     | 54,80               | 88,19               | 54                                               | Country Club Drive                                                                                | |
| Thomas                                            | North Randall Township              | 62,73               | 100,95              | 62                                               | County Road K                                                                                     | |
| Thomas                                            | South Randall Township              | 70,01               | 102,67              | 70                                               | US 83 – Oakley, Rexford                                                                           | |
| Logan                                             | Pas d'intersections                 | Pas d'intersections | Pas d'intersections | Pas d'intersections                              | Pas d'intersections                                                                               | Pas d'intersections |
| Gove                                              | Oakley                              | 75,87               | 122,10              | 76                                               | US 40 ouest – Oakley, Sharon Springs                                                              | Terminus ouest du multiplex avec US 40 |
| Gove                                              | Grinnell Township                   | 79,80               | 128,43              | 79                                               | Campus Road                                                                                       | |
| Gove                                              | Grinnell Township                   | 85,75               | 138,00              | 85                                               | K-216 (en) – Grinnell                                                                             | |
| Gove                                              | Grainfield Township                 | 93,72               | 150,83              | 93                                               | K-23 (en) – Grainfield, Gove                                                                      | |
| Gove                                              | Grainfield Township                 | 95,68               | 153,98              | 95                                               | K-23 (en) nord – Grainfield, Hoxie                                                                | |
| Gove                                              | Payne Township                      | 99,67               | 160,40              | 99                                               | K-211 (en) – Park                                                                                 | |
| Gove                                              | Quinter                             | 107,31              | 172,70              | 107                                              | Castle Rock Road – Quinter                                                                        | |
| Trego                                             | Collyer Township                    | 114,93              | 184,96              | 115                                              | K-198 (en) nord – Collyer                                                                         | |
| Trego                                             | Collyer Township                    | 119,84              | 192,86              | 120                                              | Voda Road                                                                                         | |
| Trego                                             | WaKeeney                            | 126,89              | 204,21              | 127                                              | US 40 Bus. est / US 283 – WaKeeney, Ness City                                                     | |
| Trego                                             | WaKeeney                            | 127,93              | 205,88              | 128                                              | US 40 Bus. ouest vers US 283 nord – WaKeeney, Hill City                                           | |
| Trego                                             | Ogallah Township                    | 135,11              | 217,44              | 135                                              | K-147 (en) – Ogallah                                                                              | |
| Trego                                             | Ogallah Township                    | 140,23              | 225,68              | 140                                              | Riga Road                                                                                         | |
| Ellis                                             | Ellis                               | 145,29              | 233,82              | 145                                              | K-247 (en) – Ellis                                                                                | |
| Ellis                                             | Big Creek Township                  | 152,68              | 245,71              | 153                                              | Yocemento Avenue                                                                                  | |
| Ellis                                             | Hays                                | 156,80              | 252,35              | 157                                              | US 183 Byp. – Hays, La Crosse                                                                     | |
| Ellis                                             | Hays                                | 159,00              | 255,89              | 159                                              | US 183 – Hays, Stockton                                                                           | |
| Ellis                                             | Big Creek Township                  | 161,31              | 259,60              | 161                                              | Commerce Parkway                                                                                  | |
| Ellis                                             | Big Creek Township                  | 163,35              | 262,89              | 163                                              | Toulon Avenue                                                                                     | |
| Ellis                                             | Herzog Township                     | 168,34              | 270,92              | 168                                              | K-255 (en) – Victoria                                                                             | |
| Ellis                                             | Herzog Township                     | 172,56              | 277,71              | 172                                              | Walker Avenue                                                                                     | |
| Russell                                           | Big Creek Township                  | 175,56              | 282,54              | 175                                              | 176th Street – Gorham                                                                             | |
| Russell                                           | Limite township Big Creek–Grant     | 180,56              | 290,58              | 180                                              | Balta Road                                                                                        | |
| Russell                                           | Russell                             | 184,54              | 296,99              | 184                                              | US 281 – Russell, Hoisington                                                                      | |
| Russell                                           | Grant Township                      | 188,56              | 303,46              | 189                                              | Pioneer Road                                                                                      | |
| Russell                                           | Center Township                     | 192,56              | 309,90              | 193                                              | Bunker Hill Road                                                                                  | |
| Russell                                           | Dorrance                            | 199,09              | 320,40              | 199                                              | Dorrance                                                                                          | |
| Ellsworth                                         | Wilson Township                     | 205,48              | 330,69              | 206                                              | K-232 (en) – Wilson, Lucas                                                                        | |
| Ellsworth                                         | Wilson Township                     | 209,50              | 337,16              | 209                                              | Sylvan Grove                                                                                      | |
| Ellsworth                                         | Columbia Township                   | 215,52              | 346,85              | 216                                              | Vesper                                                                                            | |
| Ellsworth                                         | Sherman Township                    | 218,54              | 351,71              | 219                                              | K-14 (en) sud – Ellsworth                                                                         | Terminus ouest du multiplex avec K-14 |
| Ellsworth                                         | Sherman Township                    | 221,44              | 356,37              | 221                                              | K-14 (en) nord – Lincoln                                                                          | Terminus est du multiplex avec K-14 |
| Ellsworth                                         | Garfield Township                   | 224,87              | 361,89              | 225                                              | K-156 (en) – Ellsworth, Great Bend                                                                | |
| Lincoln                                           | Madison Township                    | 232,96              | 374,91              | 233                                              | Beverly, Carneiro                                                                                 | |
| Saline                                            | Glendale Township                   | 237,96              | 382,96              | 238                                              | Brookville, Tescott                                                                               | |
| Saline                                            | Pleasant Valley Township            | 243,97              | 392,63              | 244                                              | Hedville, Culver                                                                                  | |
| Saline                                            | Elm Creek Township                  | 248,99              | 400,71              | 249                                              | Halstead Road                                                                                     | |
| Saline                                            | Elm Creek Township                  | 250,24              | 402,72              | 250                                              | I-135 sud / US 81 – Wichita, Concordia                                                            | Indiqué sortie 250A (sud) et 250B (nord); sortie 95A-B de l'I-135                                                                                     |
| Saline                                            | Salina                              | 252,02              | 405,59              | 252                                              | K-143 (en) (Ninth Street)                                                                         | |
| Saline                                            | Cambria Township                    | 253,09              | 407,31              | 253                                              | Ohio Street                                                                                       | |
| Saline                                            | Limite township Cambria–Dayton      | 259,49              | 417,61              | 260                                              | Niles Road                                                                                        | |
| Dickinson                                         | Solomon                             | 265,94              | 427,99              | 266                                              | Solomon Road                                                                                      | |
| Dickinson                                         | Limite township Lincoln–Grant       | 272,00              | 437,74              | 272                                              | Fair Road                                                                                         | |
| Dickinson                                         | Abilene                             | 274,54              | 441,83              | 275                                              | K-15 (en) – Abilene, Clay Center                                                                  | |
| Dickinson                                         | Grant Township                      | 277,09              | 445,93              | 277                                              | Jeep Road                                                                                         | |
| Dickinson                                         | Center Township                     | 280,30              | 451,10              | 281                                              | K-43 (en) – Enterprise                                                                            | |
| Dickinson                                         | Noble Township                      | 285,54              | 459,53              | 286                                              | K-206 (en) – Chapman                                                                              | |
| Geary                                             | Smoky Hill Township                 | 289,85              | 466,47              | 290                                              | Milford Lake Road                                                                                 | |
| Geary                                             | Junction City                       | 294,34              | 473,69              | 295                                              | US 77 / K-18 (en) ouest – Marysville, Herington                                                   | Terminus ouest du multiplex avec K-18 |
| Geary                                             | Junction City                       | 295,92              | 476,24              | 296                                              | US 40 Bus. est (Washington Street)                                                                | |
| Geary                                             | Junction City                       | 297,29              | 478,44              | 298                                              | East Street / Chestnut Street                                                                     | |
| Geary                                             | Grandview Plaza                     | 298,28              | 480,04              | 299                                              | Flinthills Boulevard / J Hill Road                                                                | |
| Geary                                             | Grandview Plaza                     | 299,18              | 481,48              | 300                                              | US 40 Bus. ouest / K-57 (en) – Council Grove                                                      | Pas d'entrée en direction ouest |
| Geary                                             | Jefferson Township                  | 300,33              | 483,33              | 301                                              | Fort Riley, Marshall Field                                                                        | |
| Geary                                             | Jefferson Township                  | 302,28              | 486,47              | 303                                              | K-18 (en) est – Manhattan                                                                         | Terminus est du multiplex avec K-18 |
| Geary                                             | Jefferson Township                  | 303,42              | 488,31              | 304                                              | Humboldt Creek Road                                                                               | |
| Geary                                             | Wingfield Township                  | 306,87              | 493,86              | 307                                              | McDowell Creek Road                                                                               | |
| Geary                                             | Jackson Township                    | 311,22              | 500,86              | 311                                              | Moritz Road                                                                                       | |
| Geary                                             | Jackson Township                    | 313,26              | 504,14              | 313                                              | K-177 (en) – Council Grove, Manhattan                                                             | |
| Riley                                             | Zeandale Township                   | 315,44              | 507,65              | 316                                              | Deep Creek Road                                                                                   | |
| Riley                                             | Zeandale Township                   | 317,61              | 511,14              | 318                                              | Frontage Road                                                                                     | |
| Wabaunsee                                         | Wabaunsee Township                  | 321,76              | 517,82              | 322                                              | Tallgrass Road                                                                                    | |
| Wabaunsee                                         | Wabaunsee Township                  | 323,25              | 520,22              | 324                                              | Wabaunsee Road                                                                                    | |
| Wabaunsee                                         | Wabaunsee Township                  | 326,73              | 525,82              | 328                                              | K-99 (en) – Wamego, Alma                                                                          | |
| Wabaunsee                                         | Limite township Wabaunsee–Newberry  | 329,26              | 529,89              | 330                                              | K-185 (en) – McFarland                                                                            | |
| Wabaunsee                                         | Newberry Township                   | 331,19              | 533,00              | 332                                              | Spring Creek Road                                                                                 | |
| Wabaunsee                                         | Newberry Township                   | 332,18              | 534,59              | 333                                              | K-138 (en) – Paxico                                                                               | |
| Wabaunsee                                         | Newberry Township                   | 334,28              | 537,97              | 335                                              | Snokomo Road                                                                                      | |
| Wabaunsee                                         | Limite township Newberry–Maple Hill | 337,24              | 542,74              | 338                                              | Vera Road                                                                                         | |
| Wabaunsee                                         | Maple Hill Township                 | 340,22              | 547,53              | 341                                              | K-30 (en) – Maple Hill                                                                            | |
| Wabaunsee                                         | Maple Hill Township                 | 341,23              | 549,16              | 342                                              | Keene-Eskridge Road                                                                               | |
| Wabaunsee                                         | Maple Hill Township                 | 342,21              | 550,73              | 343                                              | Ranch Road                                                                                        | Échangeur privé pour le Brethour Ranch |
| Shawnee                                           | Dover Township                      | 345,20              | 555,55              | 346                                              | Carlson Road                                                                                      | |
| Shawnee                                           | Dover Township                      | 346,70              | 557,96              | 347                                              | West Union Road                                                                                   | |
| Shawnee                                           | Dover Township                      | 349,22              | 562,02              | 350                                              | Valencia Road                                                                                     | |
| Shawnee                                           | Dover Township                      | 350,24              | 563,66              | 351                                              | Frontage Road                                                                                     | Sortie direction est, entrée direction ouest |
| Shawnee                                           | Mission Township                    | 352,26              | 566,91              | 353                                              | K-4 (en) ouest (Auburn Road)                                                                      | Terminus ouest du multiplex avec K-4 |
| Shawnee                                           | Topeka                              | 354,65              | 570,75              | 355                                              | I-470 est / US 75 sud – Topeka                                                                    | Terminus ouest du multiplex avec US 75 |
| Shawnee                                           | Topeka                              | 355,24              | 571,70              | 356                                              | Wanamaker Road                                                                                    | |
| Shawnee                                           | Topeka                              | 356,38              | 573,54              | 357A                                             | Fairlawn Road                                                                                     | Indiqué sortie 357 en direction est |
| Shawnee                                           | Topeka                              | 356,85              | 574,29              | 357B                                             | Danbury Lane                                                                                      | Sortie direction ouest seulement |
| Shawnee                                           | Topeka                              | 357,16              | 574,79              | 358A                                             | US 75 nord                                                                                        | Terminus est du multiplex avec US 75; indiqué sortie 358 en direction est                                                                             |
| Shawnee                                           | Topeka                              | 357,54              | 575,40              | 358B                                             | Gage Boulevard                                                                                    | Sortie 358 en direction est |
| Shawnee                                           | Topeka                              | 358,56              | 577,05              | 359                                              | MacVicar Avenue                                                                                   | |
| Shawnee                                           | Topeka                              | 360,23              | 579,73              | 361A                                             | 1st Avenue                                                                                        | Sortie direction est, entrée direction ouest |
| Shawnee                                           | Topeka                              | 360,94              | 580,88              | 361B                                             | 3rd Street / Monroe Street                                                                        | Sortie direction est, entrée direction ouest |
| Shawnee                                           | Topeka                              | 361,04              | 581,04              | 362A                                             | 4th Street                                                                                        | Sortie direction ouest, entrée direction est |
| Shawnee                                           | Topeka                              | 361,31              | 581,54              | 362B                                             | 8th Avenue                                                                                        | Indiqué sortie 362 en direction est |
| Shawnee                                           | Topeka                              | 361,66              | 582,04              | 362C                                             | 10th Avenue / Madison Street                                                                      | Sortie direction ouest, entrée direction est |
| Shawnee                                           | Topeka                              | 362,11              | 582,76              | 363                                              | Adams Street / Branner Trafficway                                                                 | |
| Shawnee                                           | Topeka                              | 363,08              | 584,32              | 364A                                             | California Avenue                                                                                 | |
| Shawnee                                           | Topeka                              | 363,82              | 585,51              | 364B                                             | Carnahan Avenue / Deer Creek Trafficway                                                           | |
| Shawnee                                           | Topeka                              | 364,58              | 586,73              | 365                                              | Rice Road                                                                                         | |
| Shawnee                                           | Topeka                              | 365,39              | 588,04              | 366                                              | I-470 Toll ouest / US 40 est / K-4 (en) est / Kansas Turnpike – Wichita                           | Terminus est du multiplex avec US 40 / K-4; dernière sortie gratuite                                                                                  |
| Shawnee                                           | Topeka                              | 366,29              | 589,49              | Poste de péage d'East Topeka                     | Poste de péage d'East Topeka                                                                      | Poste de péage d'East Topeka |
| Shawnee                                           | Topeka                              | 366,29              | 589,49              | 183                                              | I-470 Toll ouest / Kansas Turnpike vers I-335 – Wichita                                           | Sortie direction ouest, entrée direction est; les numéros de sortie sont ceux du Kansas Turnpike                                                      |
| Shawnee                                           | Tecumseh Township                   | 370,90              | 596,91              | Aire de service de Topeka                        | Aire de service de Topeka                                                                         | Aire de service de Topeka |
| Douglas                                           | Kanwaka Township                    | 379,96              | 611,49              | 197                                              | K-10 (en) est (South Lawrence Trafficway) – Lecompton, Lawrence                                   | |
| Douglas                                           | Lawrence                            | 384,71              | 619,13              | 202                                              | McDonald Drive vers US 59 sud – Lawrence                                                          | |
| Douglas                                           | Lawrence                            | 386,25              | 621,61              | 204                                              | US 40 / US 59 vers US 24 – Lawrence                                                               | |
| Leavenworth                                       | Reno Township                       | 391,71              | 630,40              | Aire de service de Lawrence                      | Aire de service de Lawrence                                                                       | Aire de service de Lawrence |
| Leavenworth                                       | Tonganoxie                          | 394,55              | 634,97              | 212                                              | Tonganoxie, Eudora                                                                                | |
| Leavenworth                                       | Stranger Township                   | 399,55              | 643,01              | Poste de péage est; terminus de la route à péage | Poste de péage est; terminus de la route à péage                                                  | Poste de péage est; terminus de la route à péage |
| Wyandotte                                         | Bonner Springs                      | 406,29              | 653,86              | 224                                              | K-7 (en) / US 73 nord / US 24 ouest / US 40 ouest – Bonner Springs, Leavenworth                   | Terminus ouest du multiplex avec US 24 / US 40; indiqué sortie 224A (sud) et 224B (nord) en direction ouest; dernière sortie gratuite direction ouest |
| Wyandotte                                         | Limite Edwardsville–Kansas City     | 409,19              | 658,53              | 410                                              | 110th Street – Kansas Speedway                                                                    | Les sorties suivent le millage de l'I-70 |
| Wyandotte                                         | Limite Edwardsville–Kansas City     | 410,48              | 660,60              | 411                                              | I-435                                                                                             | Indiqué sortie 411A (sud) et 411B (nord); sortie 12A-B de l'I-435                                                                                     |
| Wyandotte                                         | Kansas City                         | 413,20              | 664,98              | 414                                              | 78th Street                                                                                       | |
| Wyandotte                                         | Kansas City                         | 414,35              | 666,83              | 415                                              | Turner Diagonal / College Parkway                                                                 | |
| Wyandotte                                         | Kansas City                         | 415,93              | 669,37              | 417                                              | 57th Street                                                                                       | |
| Wyandotte                                         | Kansas City                         | 417,57              | 672,01              | 418                                              | I-635 – Saint Joseph, Wichita                                                                     | Indiqué sortie 418A (nord) et 418B (sud) en direction est; accès direction ouest via sortie 419; sortie 4A-B de l'I-635                               |
| Wyandotte                                         | Kansas City                         | 418,04              | 672,77              | 419                                              | Park Drive / 38th Street                                                                          | |
| Wyandotte                                         | Kansas City                         | 419,32              | 674,83              | 420A                                             | US 69 sud (18th Street Expressway)                                                                | Terminus ouest du multiplex avec US 69 |
| Wyandotte                                         | Kansas City                         | 419,32              | 674,83              | 420B                                             | 18th Street nord                                                                                  | |
| Wyandotte                                         | Kansas City                         | 421,12              | 677,73              | 421A                                             | Railroad Yard – Pas de débouché                                                                   | Sortie direction ouest, entrée direction est |
| Wyandotte                                         | Kansas City                         | 421,12              | 677,73              | 421B                                             | I-670 est vers I-35 sud – Saint-Louis                                                             | Sortie direction est, entrée direction ouest |
| Wyandotte                                         | Kansas City                         | 420,68              | 677,02              | 422A                                             | US 69 nord (7th Street Trafficway)                                                                | Terminus est du multiplex avec US 69 |
| Wyandotte                                         | Kansas City                         | 420,68              | 677,02              | 422B                                             | US 169 sud (7th Street Trafficway)                                                                | Terminus ouest du multiplex avec US 169 |
| Wyandotte                                         | Kansas City                         | 420,68              | 677,02              | 422C                                             | Pacific Avenue                                                                                    | |
| Wyandotte                                         | Kansas City                         | 420,68              | 677,02              | 422D                                             | Central Avenue                                                                                    | |
| Wyandotte                                         | Kansas City                         | 421,68              | 678,73              | 423A                                             | 5th Street                                                                                        | Sortie direction est, entrée direction ouest |
| Wyandotte                                         | Kansas City                         | 421,68              | 678,73              | 423B                                             | James Street / 3rd Street                                                                         | Sortie direction est, entrée direction ouest |
| Wyandotte                                         | Kansas City                         | 421,68              | 678,73              | 423C                                             | Minnesota Avenue / Washington Boulevard / Lewis and Clark Trail                                   | Sortie direction ouest, entrée direction est |
| Wyandotte                                         | Kansas City                         | 421,68              | 678,73              | 423D                                             | Fairfax District                                                                                  | Sortie direction ouest, entrée direction est |
| Wyandotte                                         | Kansas City                         | 422,82              | 680,46              |                                                  | I-70 est / US 24 est / US 40 est / US 169 nord / Lewis and Clark Trail – Kansas City, Saint-Louis | Continue au Missouri |
| - Terminus de multiplex - Péage - Accès incomplet |                                     |                     |                     |                                                  |                                                                                                   | |

### Missouri
| Interstate 70                             |                                   |        |        |                                     | | |
| Comté                                     | Municipalité                      | mi     | km     | Sortie                              | Intersections / Destinations                                                                                        | Notes |
| Rivière Kansas                            | Rivière Kansas                    | 0,00   | 0,00   |                                     | I-70 ouest / US 24 ouest / US 40 ouest / US 169 sud / Lewis and Clark Trail – Topeka                                | Continue au Kansas |
| Rivière Kansas                            | Rivière Kansas                    | 0,00   | 0,00   | Viaduc Lewis and Clark              | | |
| Jackson                                   | Kansas City                       | 0,89   | 1,43   | 2A                                  | I-35 sud – Wichita                                                                                                  | Terminus ouest du multiplex avec I-35                                                                                               |
| Jackson                                   | Kansas City                       | 0,85   | 1,36   | 2B                                  | Beardsley Road | Sortie direction est, entrée direction ouest                                                                                        |
| Jackson                                   | Kansas City                       | 1,06   | 1,71   | 2C                                  | US 169 nord (Arrowhead Trafficway) / Broadway Boulevard / Beardsley Road                                            | Terminus est du multiplex avec US 169                                                                                               |
| Jackson                                   | Kansas City                       | 1,30   | 2,10   | 2D                                  | Main Street / Delaware Street / Wyandotte Street                                                                    | Indiqué "Main Street" seulement en direction est                                                                                    |
| Jackson                                   | Kansas City                       | 1,65   | 2,66   | 2E                                  | Route 9 (en) nord / Oak Street – North Kansas City                                                                  | Accès direction ouest via sortie 2H                                                                                                 |
| Jackson                                   | Kansas City                       | 1,85   | 2,98   | 2G                                  | I-29 / I-35 / US 71 nord / Lewis and Clark Trail – Saint Joseph, Des Moines                                         | Terminus est du multiplex avec I-35; terminus ouest du multiplex avec US 71; indiqué sortie 2G-H en direction est                   |
| Jackson                                   | Kansas City                       | 1,85   | 2,98   | 2H                                  | Admiral Boulevard Route 9 (en) nord – North Kansas City US 24 Bus. (Independance Avenue)                            | Sortie direction ouest, entrée direction est;                                                                                       |
| Jackson                                   | Kansas City                       | 2,27   | 3,66   | 2J                                  | 11th Street vers 10th Street via Charlotte Street                                                                   | Sortie direction est, entrée direction ouest;                                                                                       |
| Jackson                                   | Kansas City                       | 2,67   | 4,29   | 2K                                  | 12th Street / 11th Street vers Charlotte Street / 10th Street / Harrison Street / Troost Avenue                     | Sortie direction ouest, entrée direction est;                                                                                       |
| Jackson                                   | Kansas City                       | 2,38   | 3,82   | 2L                                  | I-670 ouest vers I-35 sud – Wichita                                                                                 | Sortie 2N de l'I-670 |
| Jackson                                   | Kansas City                       | 2,38   | 3,82   | 2M                                  | US 71 sud – Springfield                                                                                             | Terminus est du multiplex avec US 71; accès en direction ouest via sortie 3A                                                        |
| Jackson                                   | Kansas City                       | 2,38   | 3,82   | 2P                                  | 13th Street / Charlotte Street                                                                                      | Sortie direction ouest seulement |
| Jackson                                   | Kansas City                       | 2,38   | 3,82   |                                     | 14th Street / Charlotte Street                                                                                      | Entrée direction est seulement |
| Jackson                                   | Kansas City                       | 2,38   | 3,82   | 2Q                                  | Truman Road / Locust Street / Oak Street / Grand Boulevard / Walnut Street / Main Street / Baltimore Avenue         | Sortie direction ouest, entrée direction est                                                                                        |
| Jackson                                   | Kansas City                       | 2,94   | 4,74   | 3A                                  | Vers US 71 / The Paseo                                                                                              | Pas de sortie direction est |
| Jackson                                   | Kansas City                       | 3,39   | 5,45   | 3B                                  | Brooklyn Avenue | Sortie direction est, entrée direction ouest                                                                                        |
| Jackson                                   | Kansas City                       | 3,64   | 5,86   | 3C                                  | Prospect Avenue | |
| Jackson                                   | Kansas City                       | 4,14   | 6,66   | 4A                                  | Benton Boulevard / Truman Road                                                                                      | Sortie direction est, entrée direction ouest                                                                                        |
| Jackson                                   | Kansas City                       | 4,42   | 7,11   | 4B                                  | 17th Street | |
| Jackson                                   | Kansas City                       | 4,88   | 7,85   | 4C                                  | 22nd Street | |
| Jackson                                   | Kansas City                       | 5,45   | 8,77   | 5A                                  | 27th Street | Sortie direction est, entrée direction ouest                                                                                        |
| Jackson                                   | Kansas City                       | 5,58   | 8,98   | 5B                                  | Myrtle Avenue vers 31st Street                                                                                      | Sortie direction est seulement |
| Jackson                                   | Kansas City                       | 5,76   | 9,26   | 5C                                  | Jackson Avenue / Myrtle Avenue vers 27th Street                                                                     | Sortie direction ouest, entrée direction est                                                                                        |
| Jackson                                   | Kansas City                       | 6,49   | 10,45  | 6                                   | Van Brunt Boulevard                                                                                                 | |
| Jackson                                   | Kansas City                       | 7,05   | 11,35  | 7A                                  | US 40 est / 31st Street                                                                                             | Terminus est du multiplex avec US 40                                                                                                |
| Jackson                                   | Kansas City                       | 7,68   | 12,35  | 7B                                  | Manchester Trafficway                                                                                               | |
| Jackson                                   | Kansas City                       | 8,08   | 13,00  | 8                                   | I-435 vers I-49 sud – Wichita, Joplin Blue Ridge Cutoff – Truman Sports Complex US 24 est / I-435 nord – Des Moines | Terminus est du multiplex avec US 24; indiqué sortie 8A (sud) et 8B (nord); sortie 63A de l'I-435                                   |
| Jackson                                   | Kansas City                       | 9,34   | 15,03  | 9                                   | Blue Ridge Cutoff – Truman Sports Complex                                                                           | Sortie direction est via sortie 8A                                                                                                  |
| Jackson                                   | Kansas City                       | 10,85  | 17,46  | 10                                  | Sterling Avenue | Sortie direction est seulement |
| Jackson                                   | Independence                      | 11,10  | 17,87  | 11                                  | US 40 est (Blue Ridge Boulevard)                                                                                    | |
| Jackson                                   | Independence                      | 12,60  | 20,27  | 12                                  | Noland Road | |
| Jackson                                   | Independence                      | 14,09  | 22,68  | 14                                  | Lee's Summit Road                                                                                                   | |
| Jackson                                   | Independence                      | 15,09  | 24,29  | 15                                  | I-470 sud / Route 291 (en) – Lee's Summit, Liberty                                                                  | Indiqué sortie 15A (sud / ouest) et 15B (nord / est); sortie 16B-C de l'I-470                                                       |
| Jackson                                   | Independence                      | 16,61  | 26,74  | 17                                  | Little Blue Parkway / 39th Street / Mall Entrance                                                                   | |
| Jackson                                   | Blue Springs                      | 18,56  | 29,87  | 18                                  | Woods Chapel Road                                                                                                   | |
| Jackson                                   | Blue Springs                      | 20,39  | 32,82  | 20                                  | Route 7 (en) – Blue Springs                                                                                         | |
| Jackson                                   | Blue Springs                      | 21,63  | 34,80  | 21                                  | Adams Dairy Parkway – Blue Springs                                                                                  | |
| Jackson                                   | Grain Valley                      | 24,41  | 39,29  | 24                                  | US 40 / Route AA / Route BB – Grain Valley, Buckner                                                                 | Terminus ouest du multiplex avec US 40                                                                                              |
| Jackson                                   | Oak Grove                         | 28,17  | 45,33  | 28                                  | Route F / Route H – Levasy, Oak Grove                                                                               | |
| Lafayette                                 | Bates City                        | 31,43  | 50,58  | 31                                  | Route D / Route Z – Bates City, Napoleon                                                                            | |
| Lafayette                                 | Odessa                            | 36,67  | 59,01  | 37A                                 | Action Road | Sortie direction est seulement |
| Lafayette                                 | Odessa                            | 36,99  | 59,53  | 37B                                 | Route 131 (en) – Odessa, Wellington                                                                                 | Pas d'entrée direction est; indiqué sortie 37 en direction ouest                                                                    |
| Lafayette                                 | Odessa                            | 38,25  | 61,56  | 38                                  | Johnson Drive | Sortie direction ouest, entrée direction est                                                                                        |
| Lafayette                                 |                                   | 41,17  | 66,26  | 41                                  | Route M / Route O – Lexington, Mayview                                                                              | |
| Lafayette                                 |                                   | 45,38  | 73,04  | 45                                  | Route H – Mayview                                                                                                   | |
| Lafayette                                 | Higginsville                      | 49,39  | 79,48  | 49                                  | Route 13 (en) – Higginsville, Warrensburg                                                                           | |
| Lafayette                                 |                                   | 52,84  | 85,04  | 52                                  | Route T – Aullville                                                                                                 | |
| Lafayette                                 | Concordia                         | 58,57  | 94,26  | 58                                  | Route 23 (en) – Concordia, Waverly, Knob Noster                                                                     | |
| Saline                                    | Emma                              | 62,57  | 100,70 | 62                                  | Route VV / Route Y – Emma                                                                                           | |
| Saline                                    | Sweet Springs                     | 66,89  | 107,65 | 66                                  | Route 127 (en) – Sweet Springs, Mount Leonard                                                                       | |
| Saline                                    |                                   | 71,38  | 114,88 | 71                                  | Route EE / Route K – Houstonia                                                                                      | |
| Saline                                    |                                   | 74,61  | 120,07 | 74                                  | Route YY | |
| Saline                                    |                                   | 78,17  | 125,81 | 78                                  | US 65 – Sedalia, Marshall                                                                                           | Indiqué sortie 78A (sud) et 78B (nord)                                                                                              |
| Saline                                    |                                   | 84,61  | 136,17 | 84                                  | Route J | |
| Cooper                                    |                                   | 89,92  | 144,71 | 89                                  | Route K / Route M – Arrow Rock, Blackwater                                                                          | |
| Cooper                                    |                                   | 98,00  | 157,72 | 98                                  | Route 41 (en) / Route 135 (en) – Arrow Rock, Pilot Grove                                                            | |
| Cooper                                    | Boonville                         | 101,78 | 163,80 | 101                                 | I-70 BL / US 40 / Route 5 (en) (Ashley Road) – Boonville, Tipton                                                    | Terminus est du multiplex avec US 40                                                                                                |
| Cooper                                    | Boonville                         | 103,55 | 166,65 | 103                                 | Route B (Main Street) – Boonville, Bunceton                                                                         | |
| Cooper                                    | Windsor Place                     | 106,38 | 171,21 | 106                                 | I-70 BL / Route 87 (en) (Bingham Road) – Boonville, Prairie Home                                                    | |
| Cooper                                    |                                   | 111,46 | 179,37 | 111                                 | Route 98 (en) / Route 179 (en) – Overton, Wooldridge                                                                | |
| Rivière Missouri                          | Rivière Missouri                  | 114,71 | 184,61 | Pont Rocheport                      | Pont Rocheport | Pont Rocheport |
| Boone                                     |                                   | 115,51 | 185,89 | 115                                 | Route BB nord – Rocheport                                                                                           | |
| Boone                                     |                                   | 117,69 | 189,40 | 117                                 | Route J / Route O – Huntsdale, Harrisburg                                                                           | |
| Boone                                     |                                   | 121,18 | 195,02 | 121                                 | US 40 ouest / Route 240 (en) / Route UU sud – Fayette                                                               | Terminus ouest du multiplex avec US 40                                                                                              |
| Boone                                     | Columbia                          | 124,40 | 200,20 | 124                                 | Route 740 (en) / Route E (Stadium Boulevard)                                                                        | |
| Boone                                     | Columbia                          | 125,54 | 202,04 | 125                                 | I-70 BL / West Boulevard                                                                                            | |
| Boone                                     | Columbia                          | 126,55 | 203,65 | 126                                 | Route 163 (en) (Providence Road)                                                                                    | |
| Boone                                     | Columbia                          | 127,02 | 204,42 | 127                                 | Route 763 (en) (Range Line Road)                                                                                    | |
| Boone                                     | Columbia                          | 128,29 | 206,46 | 128                                 | I-70 BL ouest – Columbia                                                                                            | Sortie direction ouest seulement |
| Boone                                     | Columbia                          | 128,89 | 207,42 | 128A                                | US 63 / I-70 BL est / Route PP – Jefferson City, Moberly                                                            | Accès indirect via I-70 Connector; accès à l'Aéroport régional de Columbia                                                          |
| Boone                                     | Columbia                          | 130,98 | 210,80 | 131                                 | St. Charles Road / Lake of the Woods Road                                                                           | |
| Boone                                     |                                   | 133,64 | 215,08 | 133                                 | Route Z – Centralia                                                                                                 | |
| Callaway                                  |                                   | 137,73 | 221,65 | 137                                 | Route DD / Route J – Millersburg                                                                                    | |
| Callaway                                  |                                   | 144,19 | 232,06 | 144                                 | Route HH / Route M – Hatton                                                                                         | |
| Callaway                                  | Kingdom City                      | 147,96 | 238,12 | 148                                 | US 54 – Auxvasse, Mexico, Fulton                                                                                    | |
| Callaway                                  |                                   | 155,43 | 250,13 | 155                                 | Route A / Route Z – Bachelor, Calwood                                                                               | |
| Callaway                                  |                                   | 161,32 | 259,62 | 161                                 | Route D / Route YY – Williamsburg                                                                                   | |
| Montgomery                                |                                   | 170,37 | 274,19 | 170                                 | Route 161 (en) / Route J – Danville, Montgomery City                                                                | |
| Montgomery                                | New Florence                      | 174,98 | 281,60 | 175                                 | Route 19 (en) – New Florence, Hermann                                                                               | |
| Montgomery                                | High Hill                         | 179,80 | 289,36 | 179                                 | Route F nord – High Hill                                                                                            | |
| Montgomery                                | Jonesburg                         | 183,78 | 295,77 | 183                                 | Route E / Route NN / Route Y – Jonesburg                                                                            | |
| Warren                                    |                                   | 188,45 | 303,27 | 188                                 | Route A / Route B – Truxton                                                                                         | |
| Warren                                    | Warrenton                         | 192,12 | 309,20 | 192                                 | Route MM / West Warrenton Boulevard                                                                                 | |
| Warren                                    | Limite Truesdale–Warrenton        | 193,48 | 311,38 | 193                                 | Route 47 (en) – Warrenton, Hawk Point                                                                               | |
| Warren                                    | Wright City                       | 198,96 | 320,20 | 199                                 | Route H – Wright City                                                                                               | |
| Warren                                    | Wright City                       | 200,00 | 321,87 | 200                                 | Route F / Route J / Route H – Wright City                                                                           | Sortie direction ouest, entrée direction est                                                                                        |
| Saint Charles                             | Foristell                         | 203,75 | 327,90 | 203                                 | Route T / Route W – Foristell                                                                                       | |
| Saint Charles                             | Wentzville                        | 206,59 | 332,47 | 206                                 | David Hoekel Parkway                                                                                                | |
| Saint Charles                             | Wentzville                        | 208,23 | 335,12 | 208                                 | Wentzville Parkway                                                                                                  | |
| Saint Charles                             | Wentzville                        | 209,41 | 337,02 | 209                                 | Route Z / Church Street                                                                                             | |
| Saint Charles                             | Wentzville                        | 210,09 | 338,11 | 210                                 | I-64 est / US 40 est / US 61 (Avenue of the Saints) – Chesterfield, Hannibal                                        | Terminus est du multiplex avec US 40; indiqué sortie 210A (est / sud) et 210B (ouest / nord); sortie 1 de l'I-64                    |
| Saint Charles                             | Lake Saint Louis                  | 211,95 | 341,10 | 212                                 | Route A | |
| Saint Charles                             | Lake Saint Louis                  | 213,95 | 344,32 | 214                                 | Lake Saint Louis Boulevard                                                                                          | |
| Saint Charles                             | O'Fallon                          | 215,98 | 347,58 | 216                                 | Bryan Road | |
| Saint Charles                             | O'Fallon                          | 217,76 | 350,45 | 217                                 | Route K (Main Street) – O'Fallon                                                                                    | Sortie direction est, entrée direction ouest                                                                                        |
| Saint Charles                             | O'Fallon                          | 218,43 | 351,53 | 218                                 | T.R. Hughes Boulevard / Belleau Creek Road Route K (Main Street) – O'Fallon                                         | T.R. Hughes Boulevard et Belleau Creek Road indiqués en direction est seulement; Route K et Main Street indiqués en direction ouest |
| Saint Charles                             | O'Fallon                          | 218,93 | 352,33 | 219                                 | T.R. Hughes Boulevard / Belleau Creek Road                                                                          | Sortie direction ouest, entrée direction est                                                                                        |
| Saint Charles                             | Saint Peters                      | 220,38 | 354,67 | 220                                 | Route 79 (en) – Elsberry, Louisiana                                                                                 | |
| Saint Charles                             | Saint Peters                      | 222,10 | 357,43 | 222A                                | Mid Rivers Mall Drive                                                                                               | |
| Saint Charles                             | Saint Peters                      | 222,26 | 357,70 | 222B                                | Veterans Memorial Parkway / Suemandy Drive                                                                          | Sortie direction est seulement |
| Saint Charles                             | Saint Peters                      | 223,37 | 359,47 | 224                                 | Route 370 (en) est                                                                                                  | |
| Saint Charles                             | Saint Peters                      | 225,13 | 362,31 | 225                                 | Cave Springs Road / Harry S Truman Road                                                                             | |
| Saint Charles                             | Saint Charles                     | 226,93 | 365,21 | 227                                 | Zumbehl Road | |
| Saint Charles                             | Saint Charles                     | 228,28 | 367,38 | 228                                 | I-70 BL / Route 94 (en) / Lewis and Clark Trail (First Capitol Drive) – Saint Charles, Weldon Spring                | |
| Saint Charles                             | Saint Charles                     | 229,14 | 368,77 | 229A                                | Convention Center Boulevard                                                                                         | Pas d'entrée en direction est |
| Saint Charles                             | Saint Charles                     | 229,38 | 369,15 | 229B                                | I-70 BL (Fifth Street)                                                                                              | |
| Rivière Missouri                          | Rivière Missouri                  | 230,13 | 370,36 | Pont Blanchette Memorial            | Pont Blanchette Memorial                                                                                            | Pont Blanchette Memorial |
| Saint-Louis                               | Maryland Heights                  | 231,51 | 372,57 | 231A                                | Route 141 (en) sud (Maryland Heights Expressway)                                                                    | |
| Saint-Louis                               | Maryland Heights                  | 231,51 | 372,57 | 231B                                | Route 141 (en) nord (Earth City Expessway)                                                                          | |
| Saint-Louis                               | Limite Maryland Heights–Bridgeton | 232,22 | 373,73 | 232                                 | I-270 – Chicago, Memphis                                                                                            | Indiqué sortie 232A (sud) et 232B (nord) en direction ouest; sortie 20 de l'I-270                                                   |
| Saint-Louis                               | Bridgeton                         | 234,18 | 376,88 | 234                                 | Route 180 (en) (St. Charles Rock Road)                                                                              | |
| Saint-Louis                               | Bridgeton                         | 235,10 | 378,35 | 235                                 | US 67 (Lindbergh Boulevard)                                                                                         | Indiqué sortie 235A (sud) et 235B (nord)                                                                                            |
| Saint-Louis                               | Bridgeton                         | 235,63 | 379,20 | 235C                                | Route B (Natural Bridge Road) / Cypress Road – Truxton                                                              | Accès à l'Aéroport international de Saint-Louis                                                                                     |
| Saint-Louis                               | Edmundson                         | 236,73 | 380,98 | 236                                 | Pear Tree Drive / Natural Bridge Road / Airflight Drive / Lambert International Boulevard                           | Accès à l'Aéroport international de Saint-Louis                                                                                     |
| Saint-Louis                               | Berkeley                          | 237,63 | 382,42 | 237                                 | Route 115 (en) est (Natural Bridge Road)                                                                            | Pas de sortie en direction ouest |
| Saint-Louis                               | Berkeley                          | 238,07 | 383,13 | 238A                                | Aéroport international de Saint-Louis                                                                               | Sortie direction ouest, entrée direction est                                                                                        |
| Saint-Louis                               | Berkeley                          | 238,43 | 383,72 | 238                                 | I-170 – Clayton | Indiqué sortie 238B (sud) et 238C (nord); sortie 7 de l'I-170                                                                       |
| Saint-Louis                               | Berkeley                          | 239,78 | 385,89 | 239                                 | Hanley Road | |
| Saint-Louis                               | Cool Valley                       | 240,39 | 386,88 | 240                                 | Route N (Florissant Road / University Boulevard) / North Hanley Road                                                | North Hanley Road non-indiquée en direction est                                                                                     |
| Saint-Louis                               | Normandy                          | 240,92 | 387,72 | 241A                                | Bermuda Road | |
| Saint-Louis                               | Limite Northwoods–Northwood Court | 241,69 | 388,96 | 241B                                | Route U (Lucas & Hunt Road)                                                                                         | |
| Saint-Louis                               | Pine Lawn                         | 242,77 | 390,71 | 242                                 | Jennings Station Road                                                                                               | |
| Saint-Louis                               | Saint-Louis                       | 243,09 | 391,22 | 243A                                | Goodfellow Boulevard                                                                                                | Accès direction est via sortie 242                                                                                                  |
| Saint-Louis                               | Saint-Louis                       | 243,35 | 391,63 | 243B                                | Route 367 (en) nord (Riverview Boulevard)                                                                           | Sortie direction ouest seulement |
| Saint-Louis                               | Saint-Louis                       | 244,06 | 392,78 | 243C                                | Bircher Boulevard                                                                                                   | Sortie direction est seulement |
| Saint-Louis                               | Saint-Louis                       | 244,26 | 393,09 | 244A                                | Union Boulevard / Kingshighway                                                                                      | |
| Saint-Louis                               | Saint-Louis                       |        |        | —                                   | Voie Express de l'I-70 – Centre-ville                                                                               | Sortie direction est, entrée direction ouest;                                                                                       |
| Saint-Louis                               | Saint-Louis                       | 244,58 | 393,61 | 244B                                | Kingshighway Boulevard                                                                                              | Sortie direction ouest, entrée direction est; accès direction est via sortie 244A                                                   |
| Saint-Louis                               | Saint-Louis                       | 245,01 | 394,31 | 245A                                | Shreve Avenue | |
| Saint-Louis                               | Saint-Louis                       | 245,64 | 395,32 | 245B                                | West Florissant Avenue                                                                                              | |
| Saint-Louis                               | Saint-Louis                       | 246,11 | 396,08 | 246A                                | Carrie Avenue | |
| Saint-Louis                               | Saint-Louis                       | 246,62 | 396,90 | 246B                                | Adelaide Avenue | |
| Saint-Louis                               | Saint-Louis                       | 247,22 | 397,86 | 247                                 | Grand Boulevard | |
| Saint-Louis                               | Saint-Louis                       | 248,07 | 399,23 | 248A                                | Route 115 (en) ouest (Salisbury Street) – Pont McKinley                                                             | |
| Saint-Louis                               | Saint-Louis                       | 248,52 | 399,95 | 248B                                | Branch Street | Sortie direction ouest seulement |
| Saint-Louis                               | Saint-Louis                       | 248,76 | 400,33 | 248C                                | St. Louis Avenue | Sortie direction est, entrée direction ouest; accès à Municipal River Terminal                                                      |
| Saint-Louis                               | Saint-Louis                       | 249,27 | 401,17 | 249A                                | I-44 ouest vers I-55 sud – Tulsa, Memphis                                                                           | Terminus est de l'I-44 |
| Saint-Louis                               | Saint-Louis                       | 249,34 | 401,27 | 249B                                | Vers US 66 Historique (Tucker Boulevard) – Centre-ville                                                             | Pas d'entrée en direction ouest; indiqué sortie 249 en direction ouest                                                              |
| Saint-Louis                               | Saint-Louis                       | 249,84 | 402,08 | 292B                                | Broadway | Sortie direction est pour les Voies Express seulement; numéro basé sur le millage de l'I-44                                         |
| Saint-Louis                               | Saint-Louis                       |        |        |                                     | I-44 ouest vers I-55 sud – Tulsa, Memphis                                                                           | Terminus est des Voies Express; Sortie direction est pour les Voies Express seulement                                               |
| Saint-Louis                               | Saint-Louis                       | 250,06 | 402,44 | Pont mémorial Stan Musical Veterans | Pont mémorial Stan Musical Veterans                                                                                 | Pont mémorial Stan Musical Veterans                                                                                                 |
| Saint-Louis                               | Saint-Louis                       | 250,06 | 402,44 |                                     | I-70 est vers I-55 nord / I-64 est – Indianapolis                                                                   | Continue en Illinois |
| - Terminus de multiplex - Accès incomplet |                                   |        |        |                                     | | |

### Illinois
| Interstate 70                             |                         |        |        |                                     |                                                                                                 | |
| Comté                                     | Municipalité            | mi     | km     | Sortie                              | Intersections / Destinations                                                                    | Notes |
| Fleuve Mississippi                        | Fleuve Mississippi      | 0,00   | 0,00   |                                     | I-70 ouest – Kansas City                                                                        | Continue au Missouri                                                                                                   |
| Fleuve Mississippi                        | Fleuve Mississippi      | 0,00   | 0,00   | Pont mémorial Stan Musical Veterans |                                                                                                 | |
| Saint Clair                               | Fairmont City           | 1,52   | 2,45   | 2                                   | Fairmont City Boulevard vers IL 3 (en) – East Saint Louis                                       | |
| Saint Clair                               | East Saint Louis        | 2,42   | 3,89   | 3                                   | I-64 est – Louisville                                                                           | Sortie direction est, entrée direction ouest; sortie 3B de l'I-64                                                      |
| Saint Clair                               | East Saint Louis        | 2,60   | 4,18   | —                                   | I-55 sud / I-64 ouest / US 40 ouest / IL 3 (en) sud / Great River Road (en) sud – Saint-Louis   | Terminus ouest du multiplex avec I-55 / US 40 / GRR; sortie direction ouest, entrée direction est; sortie 3B de l'I-55 |
| Saint Clair                               | East Saint Louis        | 2,75   | 4,43   | 3C                                  | Exchange Avenue                                                                                 | Sortie direction ouest, entrée direction est                                                                           |
| Saint Clair                               | Fairmont City           | 3,75   | 6,04   | 4                                   | IL 203 (en) (Collinsville Road) – Fairmont City, Granite City, Madison                          | Indiqué sortie 4A (sud) et 4B (nord)                                                                                   |
| Madison                                   | Fairmont City           | 6,09   | 9,80   | 6                                   | IL 111 / Great River Road (en) nord – Wood River, Washington Park, Pontoon Beach, Fairmont City | Terminus nord du multiplex avec GRR; accès à Cahokia                                                                   |
| Madison                                   | Nameoki Township        | 8,63   | 13,89  | 9                                   | Black Lane                                                                                      | Sortie direction est, entrée direction ouest                                                                           |
| Madison                                   | Collinsville Township   | 9,63   | 15,50  | 10                                  | I-255 – Interstate 270, Memphis                                                                 | Sortie 25 de l'I-255                                                                                                   |
| Madison                                   | Collinsville Township   | 10,77  | 17,33  | 11                                  | IL 157 (Bluff Road) – Collinsville, Edwardsville, Glen Carbon                                   | |
| Madison                                   | Maryville               | 14,33  | 23,06  | 15                                  | IL 159 (en) (Vandalia Street / Maryville Road) – Collinsville, Maryville                        | Indiqué sortie 15A (sud) et 15B (nord)                                                                                 |
| Madison                                   | Troy                    | 16,70  | 26,88  | 17                                  | US 40 est – St. Jacob, Highland                                                                 | Terminus est du multiplex avec US 40                                                                                   |
| Madison                                   | Troy                    | 17,68  | 28,45  | 18                                  | IL 162 (en) (Edwardsville Road) – Troy                                                          | |
| Madison                                   | Pin Oak Township        | 18,70  | 30,09  | —                                   | I-55 nord – Chicago, Springfield                                                                | Terminus est du multiplex avec l'I-55; sortie direction est, entrée direction ouest; sortie 20A de l'I-55              |
| Madison                                   | Pin Oak Township        | 19,22  | 30,93  | —                                   | I-270 ouest – Kansas City                                                                       | Terminus est de l'I-270; sortie 15 de l'I-270                                                                          |
| Madison                                   | Marine Township         | 24,75  | 39,83  | 21                                  | IL 4 (en) – Staunton, Lebanon, Worden                                                           | |
| Madison                                   | Marine Township         | 28,15  | 45,30  | 24                                  | IL 143 (en) – Marine, Highland                                                                  | |
| Madison                                   | Saline Township         | 34,40  | 55,36  | 30                                  | US 40 ouest / IL 143 (en) – Pierron, Highland                                                   | Terminus ouest du multiplex avec US 40                                                                                 |
| Bond                                      | Old Ripley Township     | 40,06  | 64,47  | 36                                  | US 40 est (Pokey Road) – Pocahontas                                                             | Terminus est du multiplex avec US 40                                                                                   |
| Bond                                      | Central Township        | 45,51  | 73,24  | 41                                  | Millersburg Road vers US 40 – Greenville                                                        | |
| Bond                                      | Central Township        | 49,28  | 79,31  | 45                                  | IL 127 (en) – Greenville, Carlyle                                                               | |
| Bond                                      | Pleasant Mound Township | 56,32  | 90,64  | 52                                  | Mulberry Grove Road – Mulberry Grove, Keyesport                                                 | |
| Fayette                                   | Vandalia Township       | 64,75  | 104,21 | 61                                  | US 40 – Vandalia                                                                                | |
| Fayette                                   | Vandalia                | 66,95  | 107,75 | 63                                  | US 51 (Kennedy Boulevard) – Vandalia, Pana                                                      | |
| Fayette                                   | Otego Township          | 71,98  | 115,84 | 68                                  | US 40 (Cumberland Road) – Brownstown, Bluff City                                                | |
| Fayette                                   | St. Elmo                | 80,29  | 129,21 | 76                                  | Interstate Drive – St. Elmo                                                                     | |
| Effingham                                 | Altamont                | 86,56  | 139,30 | 82                                  | IL 128 (en) nord (Main Street) – Altamont                                                       | |
| Effingham                                 | Summit Township         | 96,16  | 154,75 | 92                                  | I-57 sud – Memphis                                                                              | Terminus ouest du multiplex avec I-57; sortie 157 de l'I-57                                                            |
| Effingham                                 | Effingham               | 98,13  | 157,92 | 159                                 | Fayette Avenue – Effingham                                                                      | Numéros de sortie de l'I-57                                                                                            |
| Effingham                                 | Effingham               | 99,16  | 159,58 | 160                                 | IL 32 (en) / IL 33 (en)                                                                         | |
| Effingham                                 | Effingham               | 100,93 | 162,43 | 162                                 | US 45 (Third Street) – Sigel, Effingham                                                         | |
| Effingham                                 | Teutopolis Township     | 102,35 | 164,72 | 98                                  | I-57 nord – Chicago                                                                             | Terminus est du multiplex avec I-57                                                                                    |
| Effingham                                 | Montrose                | 109,38 | 176,03 | 105                                 | Spring Creek Road – Montrose                                                                    | |
| Cumberland                                | Greenup                 | 123,05 | 198,03 | 119                                 | IL 130 (en) (Haughton Highway) – Greenup, Charleston                                            | |
| Clark                                     | Casey Township          | 133,51 | 214,86 | 129                                 | IL 49 (en) – Casey, Kansas                                                                      | |
| Clark                                     | Martinsville            | 139,60 | 224,66 | 136                                 | Cleone Road – Martinsville                                                                      | |
| Clark                                     | Marshall Township       | 150,75 | 242,61 | 147                                 | IL 1 (en) – Marshall, Paris                                                                     | |
| Clark                                     | Wabash Township         | 157,97 | 254,23 | 154                                 | US 40 ouest                                                                                     | Terminus ouest du multiplex avec US 40                                                                                 |
| Clark                                     | Wabash Township         | 159,75 | 257,09 |                                     | I-70 est / US 40 est – Terre Haute, Indianapolis                                                | Continue en Indiana |
| - Terminus de multiplex - Accès incomplet |                         |        |        |                                     |                                                                                                 | |

### Indiana
| Interstate 70                             |                                    |                     |                     |                     |                                                                                      | |
| Comté                                     | Municipalité                       | mi                  | km                  | Sortie              | Intersections / Destinations                                                         | Notes |
| Vigo                                      | Sugar Creek Township               | 0,00                | 0,00                |                     | I-70 ouest / US 40 ouest – Effingham, Saint-Louis                                    | Continue en Illinois                                                                                                |
| Vigo                                      | Sugar Creek Township               | 1,07                | 1,72                | 1                   | National Road – West Terre Haute, Terre Haute                                        | Sortie direction est, entrée direction ouest                                                                        |
| Vigo                                      | Sugar Creek Township               | 3,40                | 5,47                | 3                   | Darwin Road – West Terre Haute                                                       | |
| Vigo                                      | Terre Haute                        | 6,84                | 11,01               | 7                   | US 41 / US 150 – Terre Haute, Evansville                                             | |
| Vigo                                      | Terre Haute                        | 11,18               | 17,99               | 11                  | US 40 est / SR 46 (en) est / SR 641 (en) sud – Aéroport international de Terre Haute | Terminus est du multiplex avec US 40                                                                                |
| Clay                                      | Limite township Posey–Jackson      | 22,57               | 36,32               | 23                  | SR 59 (en) – Brazil, Linton                                                          | |
| Putnam                                    | Cloverdale Township                | 37,09               | 59,69               | 37                  | SR 243 (en) – Putnamville                                                            | |
| Putnam                                    | Cloverdale                         | 41,11               | 66,16               | 41                  | US 231 – Cloverdale, Greencastle                                                     | |
| Morgan                                    | Adams Township                     | 50,65               | 81,51               | 51                  | County Road 1100 West                                                                | |
| Hendricks                                 | Liberty Township                   | 59,21               | 95,29               | 59                  | SR 39 (en) – Belleville, Monrovia                                                    | |
| Morgan                                    | Pas d'intersections                | Pas d'intersections | Pas d'intersections | Pas d'intersections | Pas d'intersections                                                                  | Pas d'intersections                                                                                                 |
| Hendricks                                 | Plainfield                         | 66,22               | 106,57              | 66                  | Quaker Boulevard – Plainfield, Mooresville                                           | |
| Hendricks                                 | Plainfield                         | 68,32               | 109,95              | 68                  | Ameriplex Parkway / Ronald Reagan Parkway – Aéroport international d'Indianapolis    | Indiqué sortie 68A (sud) et 68B (nord) en direction est                                                             |
| Marion                                    | Indianapolis                       | 72,75               | 117,08              | 69                  | I-465 / I-74 / US 36 / US 40 / – Peoria, Cincinnati                                  | Indiqué sortie 69 en direction est et 73A (est / sud) et 73B (ouest / nord) en direction ouest; sortie 9 de l'I-465 |
| Marion                                    | Indianapolis                       | 72,75               | 117,08              | 73                  | I-465 / I-74 / US 36 / US 40 / – Peoria, Cincinnati                                  | Indiqué sortie 69 en direction est et 73A (est / sud) et 73B (ouest / nord) en direction ouest; sortie 9 de l'I-465 |
| Marion                                    | Indianapolis                       | 74,53               | 119,94              | 75                  | Sam Jones Expressway vers Raymond Street                                             | Accès directionnel seulement (est vers est et ouest vers ouest)                                                     |
| Marion                                    | Indianapolis                       | 76,38               | 122,92              | 77                  | Holt Road                                                                            | |
| Marion                                    | Indianapolis                       | 78,42               | 126,20              | 78                  | Harding Street                                                                       | |
| Marion                                    | Indianapolis                       | 79,47               | 127,89              | 79A                 | West Street                                                                          | |
| Marion                                    | Indianapolis                       | 80,01               | 128,76              | 79B                 | Illinois Street, McCarty Street                                                      | Sortie direction est, entrée direction ouest pour Illinois Street; échangeur complet pour McCarty Street            |
| Marion                                    | Indianapolis                       | 80,72               | 129,91              | 80                  | I-65 sud – Louisville                                                                | Terminus ouest du multiplex avec I-65; sortie 110B de l'I-65                                                        |
| Marion                                    | Indianapolis                       | 80,77               | 129,99              | 110A                | East Street                                                                          | Sortie direction ouest seulement; les numéros de sortie sont ceux de l'I-65                                         |
| Marion                                    | Indianapolis                       | 81,51               | 131,18              | 111                 | Washington Street                                                                    | Sortie direction est, entrée direction ouest                                                                        |
| Marion                                    | Indianapolis                       |                     |                     | —                   | I-65 nord – Chicago                                                                  | Terminus est du multiplex avec I-65; sortie direction est, entrée direction ouest; sortie 112A de l'I-65            |
| Marion                                    | Indianapolis                       | 81,78               | 131,61              | 83A                 | Michigan Street / Ohio Street / Fletcher Avenue                                      | Sortie direction ouest, entrée direction est                                                                        |
| Marion                                    | Indianapolis                       | 82,20               | 132,29              | 83B                 | I-65 nord – Chicago                                                                  | Sortie direction ouest, entrée direction est; sortie 112 de l'I-65                                                  |
| Marion                                    | Indianapolis                       | 84,33               | 135,72              | 85                  | Rural Street sud / Keystone Avenue nord                                              | Indiqué sortie 85A (sud) et 85B (nord) en direction est                                                             |
| Marion                                    | Indianapolis                       | 86,20               | 138,73              | 87                  | Emerson Avenue                                                                       | |
| Marion                                    | Indianapolis                       | 88,47               | 142,38              | 89                  | Shadeland Avenue                                                                     | |
| Marion                                    | Indianapolis                       | 89,04               | 143,30              | 90                  | I-465 / US 31 / US 36 / US 52 / US 421 / SR 37 (en) / SR 67 (en)                     | Sortie 89 en direction est                                                                                          |
| Marion                                    | Indianapolis                       | 90,38               | 145,45              | 91                  | Post Road                                                                            | |
| Hancock                                   | Mount Comfort                      | 95,61               | 153,87              | 96                  | Mount Comfort Road                                                                   | |
| Hancock                                   | Greenfield                         | 103,31              | 166,26              | 104                 | SR 9 (en) – Maxwell, Greenfield                                                      | |
| Henry                                     | Wayne Township                     | 114,93              | 184,96              | 115                 | SR 109 (en) – Wilkinson, Knightstown                                                 | |
| Henry                                     | Limite township Spiceland–Franklin | 122,68              | 197,43              | 123                 | SR 3 (en) – New Castle, Spiceland                                                    | |
| Henry                                     | Dudley Township                    | 130,62              | 210,21              | 131                 | Wilbur Wright Road                                                                   | |
| Wayne                                     | Limite township Jackson–Harrison   | 136,92              | 220,35              | 137                 | SR 1 (en) – Hagerstown, Connersville, Cambridge City                                 | |
| Wayne                                     | Center Township                    | 144,88              | 233,16              | 145                 | Centerville Road                                                                     | |
| Wayne                                     | Richmond                           | 148,64              | 239,21              | 149                 | US 35 nord vers SR 38 (en) – Muncie                                                  | Terminus ouest du multiplex avec US 35; indiqué sortie 149A (est / sud) et 149B (ouest / nord)                      |
| Wayne                                     | Richmond                           | 150,67              | 242,38              | 151                 | US 27 (Chester Boulevard) – Winchester                                               | |
| Wayne                                     | Richmond                           | 152,24              | 245,01              | 153                 | SR 227 (en) vers SR 121 (en) – Union City                                            | |
| Wayne                                     | Richmond                           | 155,56              | 250,35              | 156A                | US 40 ouest (National Road)                                                          | |
| Wayne                                     | Richmond                           | 155,56              | 250,35              | 156B                | US 40 est – Lewisburg                                                                | |
| Wayne                                     | Richmond                           | 156,60              | 252,02              |                     | I-70 est / US 35 sud – Dayton, Columbus                                              | Continue en Ohio |
| - Terminus de multiplex - Accès incomplet |                                    |                     |                     |                     |                                                                                      | |

### Ohio
| Interstate 70                                          |                                       |        |        |        |                                                                         | |
| Comté                                                  | Municipalité                          | mi     | km     | Sortie | Intersections / Destinations                                            | Notes                                                                                                |
| Preble                                                 | Jefferson Township                    | 0,00   | 0,00   |        | I-70 ouest / US 35 nord – Indianapolis                                  | Continue en Indiana                                                                                  |
| Preble                                                 | Jefferson Township                    | 1,83   | 2,95   | 1      | US 35 sud – Eaton                                                       | Terminus est du multiplex avec US 35; sortie direction est, entrée direction ouest                   |
| Preble                                                 | Monroe Township                       | 9,91   | 15,95  | 10     | US 127 – Greenville, Eaton                                              | |
| Preble                                                 | Harrison Township                     | 14,66  | 23,59  | 14     | SR 503 (en) – West Alexandria, Lewisburg                                | |
| Montgomery                                             | Brookville                            | 21,01  | 33,81  | 21     | Arlington Road – Brookville                                             | |
| Montgomery                                             | Clay Township                         | 23,71  | 38,16  | 24     | SR 49 (en) nord – Phillipsburg, Greenville                              | Terminus ouest du multiplex avec SR 49                                                               |
| Montgomery                                             | Limite Clayton–Englewood              | 25,88  | 41,65  | 26     | SR 49 (en) sud – Clayton, Trotwood                                      | Terminus est du multiplex avec SR 49; indication direction est                                       |
| Montgomery                                             | Limite Clayton–Englewood              | 25,88  | 41,65  | 26     | Hoke Road vers SR 49 (en) – Trotwood                                    | Indication direction ouest                                                                           |
| Montgomery                                             | Englewood                             | 28,97  | 46,62  | 29     | SR 48 (en) sud – Englewood, Clayton                                     | |
| Montgomery                                             | Butler Township                       | 32,08  | 51,63  | 32     | Vers US 40 – Vandalia, Aéroport international de Dayton                 | |
| Montgomery                                             | Butler Township                       | 33,72  | 54,27  | 33     | I-75 – Dayton, Toledo                                                   | Indiqué sortie 33A (sud) et 33B (nord) en direction est; sortie 61A-B de l'I-75                      |
| Montgomery                                             | Huber Heights                         | 36,67  | 59,01  | 36     | SR 202 (en) – Huber Heights                                             | |
| Montgomery                                             | Huber Heights                         | 38,64  | 62,19  | 38     | SR 201 (en) – Huber Heights                                             | |
| Limite Montgomery–Clark                                | Huber Heights                         | 41,00  | 65,98  | 41     | SR 4 (en) sud / SR 235 (en) – Fairborn, New Carlisle                    | Terminus ouest du multiplex avec SR 4                                                                |
| Clark                                                  | Mad River Township                    | 44,33  | 71,34  | 44     | I-675 sud / Spangler Road – Cincinnati                                  | Indiqué sortie 44A (I-675 sud) et 44B (Spangler Road); sortie 26A-B de l'I-675                       |
| Clark                                                  | Mad River Township                    | 47,29  | 76,11  | 47     | SR 4 (en) – Enon, Springfield                                           | Terminus est du multiplex avec SR 4; sortie direction est, entrée direction ouest                    |
| Clark                                                  | Mad River Township                    | 47,79  | 76,91  | 48     | Enon, Donnelsville                                                      | Sortie direction ouest, entrée direction est                                                         |
| Clark                                                  | Limite township Mad River–Springfield | 52,23  | 84,06  | 52     | US 68 – Xenia, Urbana                                                   | Indiqué sortie 52A (sud) et 52B (nord)                                                               |
| Clark                                                  | Springfield                           | 54,47  | 87,66  | 54     | SR 72 (en) – Springfield                                                | |
| Clark                                                  | Springfield                           | 59,36  | 95,53  | 59     | SR 41 (en) – South Charleston                                           | |
| Clark                                                  | Harmony Township                      | 62,02  | 99,81  | 62     | US 40 – Springfield                                                     | |
| Clark                                                  | South Vienna                          | 66,33  | 106,75 | 66     | SR 54 (en) – Catawba, South Vienna                                      | |
| Madison                                                | Somerford Township                    | 72,36  | 116,45 | 72     | SR 56 (en) – Mechanicsburg, London                                      | |
| Madison                                                | Deer Creek Township                   | 79,10  | 127,30 | 79     | US 42 – Plain City, London                                              | |
| Madison                                                | Jefferson Township                    | 80,76  | 129,97 | 80     | SR 29 (en) – West Jefferson                                             | |
| Madison                                                | Jefferson Township                    | 85,39  | 137,42 | 85     | SR 142 (en) (Plain City–Georgesville Road) – West Jefferson, Plain City | |
| Franklin                                               | Columbus                              | 91,30  | 146,93 | 91     | Hillard-Rome Road                                                       | Indiqué sortie 91A (sud) et 91B (nord) en direction ouest                                            |
| Franklin                                               | Columbus                              | 92,82  | 149,38 | 93     | I-270 – Cincinnati, Cleveland                                           | Indiqué sortie 93A (sud) et 93B (nord) en direction est; sortie 8 de l'I-270                         |
| Franklin                                               | Columbus                              | 93,98  | 151,25 | 94     | Wilson Road                                                             | |
| Franklin                                               | Columbus                              | 94,97  | 152,84 | 95     | Hague Avenue                                                            | Sortie direction ouest, entrée direction est                                                         |
| Franklin                                               | Columbus                              | 96,15  | 154,74 | 96     | I-670 est – Aéroport                                                    | Sortie direction est, entrée direction ouest                                                         |
| Franklin                                               | Columbus                              | 97,25  | 156,51 | 97     | US 40 (W. Broad Street)                                                 | |
| Franklin                                               | Columbus                              | 97,82  | 157,43 | 98A    | US 62 (Central Avenue) / SR 3 (en) / Sullivant Avenue                   | Sortie direction ouest, entrée direction est                                                         |
| Franklin                                               | Columbus                              | 98,27  | 158,15 | 98B    | Mound Street                                                            | Sortie direction ouest, entrée direction est                                                         |
| Franklin                                               | Columbus                              | 98,86  | 159,10 | 99C    | US 62 (Rich Street) / SR 3 (en) (Town Street)                           | Sortie direction ouest seulement                                                                     |
| Franklin                                               | Columbus                              | 98,86  | 159,10 | 99     | I-71 sud / SR 315 (en) nord – Cincinnati                                | Terminus ouest du multiplex avec I-71; indiqué sortie 99A (sud) et 99B (nord); sortie 106A de l'I-71 |
| Franklin                                               | Columbus                              |        |        |        | US 23 (Third Street / Fourth Street) / Fulton Street                    | Nouvel échangeur pour remplacer les sorties 100A-B; n'aura pas de sortie en direction ouest          |
| Franklin                                               | Columbus                              | 99,99  | 160,92 | 100A   | US 23 sud (High Street) / Front Street                                  | Sortie direction est, entrée direction ouest                                                         |
| Franklin                                               | Columbus                              | 100,23 | 161,30 | 100B   | US 23 nord / US 33 (3rd et 4th Streets) / Livingston Avenue             | Pas de sortie en direction ouest                                                                     |
| Franklin                                               | Columbus                              | 100,91 | 162,40 | 101B   | Parsons Avenue                                                          | Sortie direction est seulement                                                                       |
| Franklin                                               | Columbus                              | 100,91 | 162,40 | 101A   | I-71 nord vers I-670 – Cleveland                                        | Terminus est du multiplex avec I-71; sortie 107 de l'I-71                                            |
| Franklin                                               | Columbus                              | 100,91 | 162,40 | 101B   | Centre-ville                                                            | Sortie direction ouest, entrée direction est                                                         |
| Franklin                                               | Columbus                              | 102,10 | 164,31 | 102    | Miller Avenue / Kelton Avenue                                           | |
| Franklin                                               | Columbus                              | 103,04 | 165,83 | 103A   | Main Street – Bexley                                                    | Sortie direction est, entrée direction ouest                                                         |
| Franklin                                               | Columbus                              | 103,40 | 166,41 | 103B   | US 33 (Livingston Avenue) / Alum Creek Drive                            | Alum Creek Drive indiqué en direction est, US 33 indiqué en direction ouest                          |
| Franklin                                               | Columbus                              | 104,60 | 168,34 | 105    | US 33 / James Road – Lancaster, Bexley                                  | Indiqué sortie 105A (sud) et 105B (nord)                                                             |
| Franklin                                               | Columbus                              | 107,16 | 172,46 | 107    | SR 317 (en) (Hamilton Road) – Whitehall                                 | Indiqué sortie 107A (sud) et 107B (nord) en direction est                                            |
| Franklin                                               | Columbus                              | 108,39 | 174,44 | 108    | I-270 – Cincinnati, Cleveland                                           | Indiqué sortie 108A (sud) et 108B (nord) en direction ouest; sortie 43A-B de l'I-270                 |
| Franklin                                               | Columbus                              | 109,82 | 176,74 | 110    | Brice Road – Reynoldsburg                                               | Indiqué sortie 110A (sud) et 110B (nord) en direction est                                            |
| Fairfield                                              | Pickerington                          | 112,02 | 180,28 | 112    | SR 256 (en) – Pickerington, Reynoldsburg                                | Indiqué sortie 112A (sud) et 112B (nord) en direction est                                            |
| Fairfield                                              | Violet Township                       | 112,92 | 181,73 | 112C   | SR 204 (en) (Blacklick–Eastern Road)                                    | Sortie direction est seulement                                                                       |
| Licking                                                | Etna Township                         | 118,05 | 189,99 | 118    | SR 310 (en) – Etna, Pataskala                                           | |
| Licking                                                | Kirkersville                          | 122,37 | 196,94 | 122    | SR 158 (en) – Kirkersville, Baltimore                                   | |
| Licking                                                | Union Township                        | 125,89 | 202,61 | 126    | SR 37 (en) – Granville, Lancaster                                       | |
| Licking                                                | Union Township                        | 128,68 | 207,10 | 129    | SR 79 (en) – Buckeye Lake, Newark                                       | |
| Licking                                                | Licking Township                      | 132,64 | 213,47 | 132    | SR 13 (en) – Newark, Thornville                                         | |
| Licking                                                | Bowling Green Township                | 140,76 | 226,54 | 141    | SR 668 (en) – Brownsville, Gratiot                                      | Sortie direction est, entrée direction ouest                                                         |
| Muskingum                                              | Hopewell Township                     | 142,88 | 229,95 | 142    | Vers US 40 – Gratiot                                                    | Sortie direction ouest, entrée direction est                                                         |
| Muskingum                                              | Falls Township                        | 152,17 | 244,89 | 152    | US 40 (National Road) – Zanesville                                      | |
| Muskingum                                              | Zanesville                            | 153,36 | 246,81 | 153A   | SR 60 (en) nord / SR 146 (en) ouest (State Street)                      | Indiqué sortie 153 en direction est                                                                  |
| Muskingum                                              | Zanesville                            | 154,20 | 248,17 | 153B   | Maple Avenue                                                            | Sortie direction ouest, entrée direction est                                                         |
| Muskingum                                              | Zanesville                            | 154,53 | 248,69 | 154    | Fifth Street                                                            | Sortie direction est seulement                                                                       |
| Muskingum                                              | Zanesville                            | 154,66 | 248,90 | 155    | SR 60 (en) sud (Seventh Street) / SR 146 (en) est / SR 666 (en) nord    | |
| Muskingum                                              | Washington Township                   | 156,92 | 252,54 | 157    | SR 93 (en) – Adamsville, Zanesville                                     | |
| Muskingum                                              | Perry Township                        | 160,39 | 258,12 | 160    | Airport Road / Sonora Road                                              | Accès à l'Aéroport municipal de Zanesville                                                           |
| Muskingum                                              | Perry Township                        | 163,91 | 263,78 | 164    | US 22 / US 40 – Norwich                                                 | |
| Muskingum                                              | New Concord                           | 169,59 | 272,92 | 169    | SR 83 (en) – Cumberland, New Concord                                    | |
| Guernsey                                               | Cambridge Township                    | 175,90 | 283,09 | 176    | US 22 / US 40 – Cambridge                                               | |
| Guernsey                                               | Cambridge Township                    | 178,39 | 287,09 | 178    | SR 209 (en) – Cambridge, Byesville                                      | |
| Guernsey                                               | Cambridge Township                    | 179,65 | 289,13 | 180    | I-77 – Marietta, Cleveland                                              | Indiqué sortie 180A (sud) et 180B (nord); sortie 44A-B de l'I-77                                     |
| Guernsey                                               | Wills Township                        | 186,35 | 299,90 | 186    | US 40 ouest / SR 285 (en) – Old Washington, Senecaville                 | Terminus ouest du multiplex avec US 40                                                               |
| Guernsey                                               | Oxford Township                       | 193,05 | 310,69 | 193    | SR 513 (en) – Quaker City                                               | |
| Limite Guernsey–Belmont                                | Fairview                              | 198,39 | 319,27 | 198    | CR 114 – Fairview                                                       | |
| Belmont                                                | Kirkwood Township                     | 202,36 | 325,66 | 202    | SR 800 (en) – Dennison, Barnesville                                     | |
| Belmont                                                | Limite township Kirkwood–Union        | 204,54 | 329,17 | 204    | US 40 (National Road) / CR 100                                          | Terminus est du multiplex avec US 40; sortie direction est, entrée direction ouest                   |
| Belmont                                                | Union Township                        | 208,06 | 334,84 | 208    | SR 149 (en) – Belmont, Morristown                                       | |
| Belmont                                                | Richland Township                     | 212,71 | 342,32 | 213    | US 40 / SR 331 (en)                                                     | |
| Belmont                                                | Richland Township                     | 215,03 | 346,05 | 215    | US 40 – Saint Clairsville                                               | |
| Belmont                                                | Richland Township                     | 216,67 | 348,69 | 216    | SR 9 (en) – Saint Clairsville                                           | |
| Belmont                                                | Richland Township                     | 218,37 | 351,43 | 218    | Mall Road / Banfield Road                                               | |
| Belmont                                                | Richland Township                     | 219,61 | 353,42 | 219    | I-470 est – Bellaire, Washington, PA                                    | Sortie direction est, entrée direction ouest                                                         |
| Belmont                                                | Richland Township                     | 219,94 | 353,95 | 220    | US 40 (National Road) / CR 214                                          | |
| Belmont                                                | Bridgeport                            | 225,12 | 362,29 | 225    | Marion Street vers US 250 nord / SR 7 (en) – Bridgeport                 | Terminus ouest du multiplex avec US 250                                                              |
| Rivière Ohio                                           | Rivière Ohio                          | 225,59 | 363,05 |        | I-70 est / US 250 sud – Wheeling                                        | Continue en Virginie-Occidentale                                                                     |
| - Terminus de multiplex - Accès incomplet - Non-ouvert |                                       |        |        |        |                                                                         | |

### Virginie-Occidentale
| Interstate 70                             |                 |       |       |                      |                                                                     |                                                                                      |
| Comté                                     | Municipalité    | mi    | km    | Sortie               | Intersections / Destinations                                        | Notes                                                                                |
| Ohio                                      | Rivière Ohio    | 0,00  | 0,00  |                      | I-70 ouest / US 250 nord – Columbus                                 | Continue en Ohio                                                                     |
| Ohio                                      | Wheeling Island | 0,30  | 0,48  | 0                    | US 40 ouest / US 250 nord (Zane Street) – Wheeling Island           | Terminus ouest du multiplex avec US 40; sortie direction ouest, entrée direction est |
| Ohio                                      | Rivière Ohio    | 0,50  | 0,80  | Pont Fort Henry      | Pont Fort Henry                                                     | Pont Fort Henry                                                                      |
| Ohio                                      | Wheeling        | 0,70  | 1,10  | 1A                   | US 40 est / WV 2 (en) nord (Main Street) – Centre-ville de Wheeling | Terminus est du multiplex avec US 40                                                 |
| Ohio                                      | Wheeling        | 0,80  | 1,30  | Wheeling Tunnel (en) | Wheeling Tunnel (en)                                                | Wheeling Tunnel (en)                                                                 |
| Ohio                                      | Wheeling        | 1,30  | 2,10  | 1B                   | US 250 sud vers WV 2 (en) sud – Wheeling sud, Moundsville           | Terminus est du multiplex avec US 250                                                |
| Ohio                                      | Wheeling        | 1,90  | 3,10  | 2A                   | US 40 vers WV 88 (en) nord – Oglebay Park (en)                      |                                                                                      |
| Ohio                                      | Wheeling        | 2,60  | 4,20  | 2B                   | CR 70/1 (Washington Avenue)                                         |                                                                                      |
| Ohio                                      | Wheeling        | 4,50  | 7,20  | 4                    | WV 88 (en) sud – Elm Grove                                          | Sortie direction ouest via sortie 5                                                  |
| Ohio                                      | Wheeling        | 4,80  | 7,70  | 5A                   | I-470 ouest – Columbus                                              | Sortie direction ouest, entrée direction est                                         |
| Ohio                                      | Wheeling        | 5,30  | 8,50  | 5                    | US 40 – Elm Grove, Triadelphia                                      |                                                                                      |
| Ohio                                      |                 | 9,50  | 15,30 | 10                   | CR 65 (Cabela Drive)                                                | Accès au centre commercial The Highlands                                             |
| Ohio                                      |                 | 10,90 | 17,50 | 11                   | CR 41 (Dallas Pike)                                                 |                                                                                      |
| Ohio                                      |                 | 14,45 | 23,26 |                      | I-70 est – Washington                                               | Continue en Pennsylvanie                                                             |
| - Terminus de multiplex - Accès incomplet |                 |       |       |                      |                                                                     |                                                                                      |

### Pennsylvanie
| Interstate 70                                     |                                          |        |        |                                                             |                                                                        |                                                                |
| Comté                                             | Municipalité                             | mi     | km     | Sortie                                                      | Intersections / Destinations                                           | Notes                                                          |
| Washington                                        | Donegal Township                         | 0,00   | 0,00   |                                                             | I-70 ouest – Wheeling                                                  | Continue en Virginie-Occidentale                               |
| Washington                                        | Donegal Township                         | 0,78   | 1,25   | 1                                                           | West Alexander                                                         |                                                                |
| Washington                                        | Donegal Township                         | 5,65   | 9,09   | 6                                                           | Vers PA 231 (en) – Claysville                                          |                                                                |
| Washington                                        | Buffalo Township                         | 10,96  | 17,65  | 11                                                          | PA 221 (en) – Taylorstown                                              |                                                                |
| Washington                                        | Limite township North Franklin–Canton    | 14,94  | 24,04  | 15                                                          | US 40 (Chestnut Street)                                                |                                                                |
| Washington                                        | Canton Township                          | 16,03  | 25,79  | 16                                                          | Jessop Place                                                           |                                                                |
| Washington                                        | Washington                               | 16,45  | 26,48  | 17                                                          | PA 18 (en) (Jefferson Avenue)                                          |                                                                |
| Washington                                        | South Strabane Township                  | 17,55  | 28,24  | 18                                                          | I-79 nord – Pittsburgh                                                 | Terminus ouest du multiplex avec I-79; sortie 38 de l'I-79 sud |
| Washington                                        | South Strabane Township                  | 18,60  | 29,93  | 19                                                          | US 19 (Murtland Avenue)                                                |                                                                |
| Washington                                        | South Strabane Township                  | 18,95  | 30,49  | 20                                                          | PA 136 (en) (Beau Street)                                              |                                                                |
| Washington                                        | South Strabane Township                  | 21,08  | 33,93  | 21                                                          | I-79 sud – Morgantown                                                  | Terminus est du multiplex avec I-79; sortie 34 de l'I-79 nord  |
| Washington                                        | Somerset Township                        | 24,64  | 39,66  | 25                                                          | PA 519 (en) – Eighty Four, Glyde                                       |                                                                |
| Washington                                        | Somerset Township                        | 27,50  | 44,26  | 27                                                          | Dunningsville                                                          |                                                                |
| Washington                                        | Somerset Township                        | 30,59  | 49,23  | 31                                                          | Kammerer                                                               |                                                                |
| Washington                                        | Limite township Somerset–Bentleyville    | 32,42  | 52,18  | 32A                                                         | PA 917 (en) – Bentleyville                                             | Sortie direction est, entrée direction ouest                   |
| Washington                                        | Limite township Bentleyville–Fallowfield | 32,78  | 52,75  | 32B                                                         | Vers PA 917 (en) – Bentleyville                                        |                                                                |
| Washington                                        | Fallowfield Township                     | 35,20  | 56,65  | 35                                                          | PA 481 (en) – Monongahela, Centerville                                 |                                                                |
| Washington                                        | Fallowfield Township                     | 36,40  | 58,57  | 36                                                          | Lover                                                                  | Sortie direction ouest, entrée direction est                   |
| Washington                                        | Fallowfield Township                     | 37,56  | 60,44  | 37A                                                         | PA Turnpike 43 (en) sud – California                                   | E-ZPass ou vidéo-péage                                         |
| Washington                                        | Fallowfield Township                     | 37,56  | 60,44  | 37B                                                         | PA Turnpike 43 (en) nord – Pittsburgh                                  | E-ZPass ou vidéo-péage                                         |
| Washington                                        | Limite Twilight–Speers                   | 39,88  | 64,18  | 39                                                          | Speers                                                                 |                                                                |
| Washington                                        | Speers                                   | 40,25  | 64,77  | 40                                                          | PA 88 (en) – Charleroi, Allenport                                      |                                                                |
| Rivière Monongahela                               | Rivière Monongahela                      | 40,70  | 65,50  | Pont Belle Vernon                                           | Pont Belle Vernon                                                      | Pont Belle Vernon                                              |
| Westmoreland                                      | Rostraver Township                       | 40,78  | 65,62  | 41                                                          | PA 906 (en) – Belle Vernon, Monessen                                   |                                                                |
| Westmoreland                                      | North Belle Vernon                       | 41,53  | 66,63  | 42                                                          | North Belle Vernon                                                     |                                                                |
| Westmoreland                                      | Rostraver Township                       | 42,08  | 67,73  | 42A                                                         | Monessen                                                               | Sortie direction ouest seulement                               |
| Westmoreland                                      | Rostraver Township                       | 42,74  | 68,79  | 43                                                          | PA 201 (en) vers PA 837 (en) – Denora, Fayette City                    | Indiqué sortie 43A (sud) et 43B (nord) en direction ouest      |
| Westmoreland                                      | Rostraver Township                       | 44,22  | 71,16  | 44                                                          | Arnold City                                                            |                                                                |
| Westmoreland                                      | Rostraver Township                       | 46,48  | 74,80  | 46A                                                         | PA 51 (en) sud – Uniontown                                             |                                                                |
| Westmoreland                                      | Rostraver Township                       | 46,48  | 74,80  | 46B                                                         | PA 51 (en) nord – Pittsburgh                                           |                                                                |
| Westmoreland                                      | South Huntingdon Township                | 48,96  | 78,79  | 49                                                          | Smithton                                                               |                                                                |
| Westmoreland                                      | South Huntingdon Township                | 51,26  | 82,49  | 51A                                                         | PA 31 (en) est – Mount Pleasant                                        |                                                                |
| Westmoreland                                      | South Huntingdon Township                | 51,26  | 82,49  | 51B                                                         | PA 31 (en) ouest – West Newton                                         |                                                                |
| Westmoreland                                      | South Huntingdon Township                | 53,20  | 85,62  | 53                                                          | Yukon                                                                  |                                                                |
| Westmoreland                                      | Sewickley Township                       | 53,92  | 86,78  | 54                                                          | Madison                                                                |                                                                |
| Westmoreland                                      | New Stanton                              | 56,98  | 91,70  | 57                                                          | New Stanton, Hunker                                                    |                                                                |
| Westmoreland                                      | New Stanton                              | 57,56  | 92,64  | —                                                           | US 119 / PA Turnpike 66 (en) nord – Greensburg, Connellsville, Delmont |                                                                |
| Westmoreland                                      | New Stanton                              | 57,56  | 92,64  | 58                                                          | I-70 est / I-76 / Pennsylvania Turnpike – Harrisburg, Pittsburgh       | Terminus ouest du multiplex avec I-76 / Pennsylvania Turnpike  |
| Westmoreland                                      | New Stanton                              | 57,77  | 92,96  | Terminus ouest de la route à péage (E-ZPass ou vidéo-péage) | Terminus ouest de la route à péage (E-ZPass ou vidéo-péage)            | Terminus ouest de la route à péage (E-ZPass ou vidéo-péage)    |
| Westmoreland                                      | New Stanton                              | 57,99  | 93,33  | 75                                                          | I-70 ouest – Washington                                                | Terminus ouest du multiplex avec I-76 / Pennsylvania Turnpike  |
| Westmoreland                                      | New Stanton                              | 57,99  | 93,33  | —                                                           | I-76 ouest / Pennsylvania Turnpike ouest – Pittsburgh, Cleveland       | Terminus ouest du multiplex avec I-76 / Pennsylvania Turnpike  |
| Westmoreland                                      | Donegal                                  | 73,29  | 117,95 | 91                                                          | PA 31 (en) / PA 711 (en) – Ligonier, Uniontown                         |                                                                |
| Somerset                                          | Somerset Township                        | 92,51  | 148,88 | 110                                                         | US 219 – Somerset, Johnstown                                           |                                                                |
| Somerset                                          | Berlin                                   | 105,30 | 169,47 | Tunnel des Monts Allegheny                                  | Tunnel des Monts Allegheny                                             | Tunnel des Monts Allegheny                                     |
| Bedford                                           | Bedford Township                         | 128,10 | 206,16 | 146                                                         | I-99 / US 220 – Bedford, Altoona, Johnstown                            |                                                                |
| Bedford                                           | East Providence Township                 | 144,10 | 231,91 | —                                                           | I-76 est / Pennsylvania Turnpike est – Harrisburg, Philadelphie        | Terminus est du multiplex avec I-76 / Pennsylvania Turnpike    |
| Bedford                                           | East Providence Township                 | 144,10 | 231,91 | 161                                                         | US 30 vers I-70 est – Breezewood, Baltimore                            | Terminus est du multiplex avec I-76 / Pennsylvania Turnpike    |
| Bedford                                           | East Providence Township                 | 144,40 | 232,39 | Terminus est de la route à péage (E-ZPass ou vidéo-péage)   | Terminus est de la route à péage (E-ZPass ou vidéo-péage)              | Terminus est de la route à péage (E-ZPass ou vidéo-péage)      |
| Bedford                                           | East Providence Township                 | 146,71 | 236,10 | Extrémité ouest de l'intersection à niveau                  | Extrémité ouest de l'intersection à niveau                             | Extrémité ouest de l'intersection à niveau                     |
| Bedford                                           | East Providence Township                 | 146,71 | 236,10 | —                                                           | US 30 est – McConnellsburg, Chambersburg, Gettysburg                   | Terminus ouest du multiplex avec US 30                         |
| Bedford                                           | East Providence Township                 | 147,00 | 236,57 | —                                                           | US 30 ouest vers I-70 est – Breezewood, Everett                        | Terminus est du multiplex avec US 30                           |
| Bedford                                           | East Providence Township                 | 147,00 | 236,57 | Extrémité est de l'intersection à niveau                    |                                                                        |                                                                |
| Bedford                                           | East Providence Township                 | 148,47 | 238,93 | 149                                                         | Breezewood sud                                                         | Pas d'entrée direction ouest                                   |
| Fulton                                            | Brush Creek Township                     | 150,95 | 242,93 | 151                                                         | PA 915 (en) – Crystal Spring                                           |                                                                |
| Fulton                                            | Brush Creek Township                     | 155,51 | 250,27 | 156                                                         | PA 643 (en) – Town Hill                                                |                                                                |
| Fulton                                            | Union Township                           | 163,01 | 262,33 | 163                                                         | PA 731 (en) sud – Amaranth                                             |                                                                |
| Fulton                                            | Bethel Township                          | 167,72 | 269,33 | 168                                                         | US 522 nord – Warfordsburg                                             | Terminus ouest du multiplex avec US 522                        |
| Fulton                                            | Bethel Township                          | 170,28 | 274,04 |                                                             | I-70 est / US 522 sud – Hancock                                        | Continue au Maryland                                           |
| - Terminus de multiplex - Péage - Accès incomplet |                                          |        |        |                                                             |                                                                        |                                                                |

### Maryland
| Interstate 70                             |                      |       |        |        |                                                                                | |
| Comté                                     | Municipalité         | mi    | km     | Sortie | Intersections / Destinations                                                   | Notes                                                                                                 |
| Washington                                | Hancock              | 0,00  | 0,00   |        | I-70 ouest / US 522 nord – Breezewood                                          | Continue en Pennsylvanie                                                                              |
| Washington                                | Hancock              | 0,63  | 1,01   | 1A     | I-68 / US 40 ouest (National Freeway) – Cumberland                             | Terminus ouest du multiplex avec US 40; terminus est du multiplex avec US 522; sortie 82B-C de l'I-68 |
| Washington                                | Hancock              | 1,16  | 1,87   | 1B     | US 522 sud (Warfordsburg Road) – Hancock, Winchester                           | Terminus ouest du multiplex avec US 40; terminus est du multiplex avec US 522; sortie 82B-C de l'I-68 |
| Washington                                | Hancock              | 3,51  | 5,65   | 3      | MD 144 (en) ouest / National Road / C&O Canal Scenic Byway – Hancock           | Pas d'entrée en direction ouest                                                                       |
| Washington                                |                      | 4,41  | 7,10   | 5      | MD 615 (en) (Millstone Road)                                                   | Sortie direction est, entrée direction ouest                                                          |
| Washington                                |                      | 5,86  | 9,43   | 5      | MD 615 (en) nord (Millstone Road)                                              | Sortie direction ouest, entrée direction est                                                          |
| Washington                                | Pecktonville         | 9,18  | 14,77  | 9      | US 40 est / National Road – Indian Springs                                     | Terminus est du multiplex avec US 40; sortie direction est, entrée direction ouest                    |
| Washington                                | Big Pool             | 11,97 | 19,26  | 12     | MD 56 (en) (Big Pool Road) / C&O Canal Scenic Byway – Big Pool, Indian Springs | |
| Washington                                | Clear Spring         | 17,62 | 28,36  | 18     | MD 68 (en) (Clear Spring Road) – Clear Spring                                  | |
| Washington                                | Wilson-Conococheague | 24,11 | 38,80  | 24     | MD 63 (en) (Greencastle Pike) – Williamsport, Huyett                           | |
| Washington                                | Halfway              | 25,72 | 41,39  | 26     | I-81 (Maryland Veterans Memorial Highway) – Roanoke, Harrisburg                | Sortie 4 de l'I-81                                                                                    |
| Washington                                | Halfway              | 27,75 | 44,66  | 28     | MD 632 (en) (Downsville Pike) – Hagerstown, Downsville                         | |
| Washington                                | Hagerstown           | 29,10 | 46,83  | 29     | MD 65 (en) (Sharpsburg Pike) – Sharpsburg, Hagerstown                          | Indiqué sortie 29A (sud) et 29B (nord) en direction est                                               |
| Washington                                | Hagerstown           | 31,68 | 50,98  | 32     | US 40 (National Pike) – Hagerstown                                             | Indiqué sortie 32A (est) et 32B (ouest)                                                               |
| Washington                                | Mount Aetna          | 34,27 | 55,15  | 35     | MD 66 (en) (Mapleville Road) – Smithsburg, Boonsboro                           | |
| Frederick                                 | Myersville           | 41,92 | 67,46  | 42     | MD 17 (en) (Myersville Middletown Road) – Myersville, Middletown               | |
| Frederick                                 | Braddock Heights     | 48,79 | 78,52  | 48     | US 40 est (Baltimore National Pike) – Frederick                                | Sortie direction est, entrée direction ouest                                                          |
| Frederick                                 | Braddock Heights     | 49,07 | 78,97  | 49     | US 40 Alt. est (Old National Pike) – Braddock Heights, Middletown              | Sortie direction ouest, entrée direction est                                                          |
| Frederick                                 | Frederick            | 52,09 | 83,83  | 52A    | US 15 sud / US 340 ouest – Charles Town, Leesburg                              | Indiqué sortie 52 en direction ouest                                                                  |
| Frederick                                 | Frederick            | 52,09 | 83,83  | 52B    | US 15 nord / US 340 est – Gettysburg                                           | Sortie direction est seulement                                                                        |
| Frederick                                 | Frederick            | 52,98 | 85,26  | 53A    | I-270 sud (Washington National Pike) – Washington D.C.                         | Indiqué sortie 53 en direction est                                                                    |
| Frederick                                 | Frederick            | 52,98 | 85,26  | 53B    | US 40 ouest vers US 15 nord (Frederick Freeway) – Gettysburg                   | Terminus ouest du multiplex avec US 40; pas de sortie en direction est                                |
| Frederick                                 | Frederick            | 54,14 | 87,13  | 54     | MD 85 (en) (Buckeystown Pike) vers MD 355 (en) (Urbana Pike) – Buckeystown     | |
| Frederick                                 | Frederick            | 54,69 | 88,02  | 55     | South Street                                                                   | |
| Frederick                                 | Frederick            | 55,22 | 88,87  | 56     | MD 144 (en) (Patrick Street)                                                   | Entrée direction ouest pour voitures de police seulement                                              |
| Frederick                                 | Bartonsville         | 58,58 | 94,28  | 59     | MD 144 (en) (Old National Pike) – Linganore, Ijamsville                        | |
| Frederick                                 | New Market           | 62,29 | 100,25 | 62     | MD 75 (en) (Green Valley Road) – Libertytown, Hyattstown                       | |
| Carroll                                   | Mount Airy           | 67,73 | 109,00 | 68     | MD 27 (en) (Ridge Road) – Damascus, Mount Airy                                 | |
| Howard                                    | Lisbon               | 73,12 | 117,68 | 73     | MD 94 (en) (Woodbine Road) – Woodbine, Lisbon                                  | |
| Howard                                    | Cooksville           | 76,29 | 122,78 | 76     | MD 97 (en) (Hoods Mill Road) – Westminster, Olney                              | |
| Howard                                    | West Friendship      | 79,96 | 128,68 | 80     | MD 32 (en) (Sykesville Road) – Clarksville, Sykesville                         | |
| Howard                                    | West Friendship      | 82,08 | 132,09 | 82     | US 40 est (Baltimore National Pike est) – Ellicott City                        | Terminus est du multiplex avec US 40; sortie direction est, entrée direction ouest                    |
| Howard                                    | West Friendship      | 82,90 | 133,41 | 83     | Marriottsville Road                                                            | Sortie direction ouest, entrée direction est                                                          |
| Howard                                    | Ellicott City        | 86,99 | 140,00 | 87     | US 29 (Columbia Pike) vers MD 99 (en) – Columbia, Washington D.C.              | Indiqué sortie 87A (sud) et 87B (nord)                                                                |
| Baltimore                                 | Woodlawn             | 91,67 | 147,53 | 91     | I-695 (Baltimore Beltway) vers I-95 – Glen Burnie, Towson, Baltimore, New York | Indiqué sortie 91A (sud) et 91B (nord); sortie 16A-B de l'I-695                                       |
| Baltimore                                 | Woodlawn             | 93,44 | 150,38 | 94     | MD 122 (en) ouest (Security Boulevard) / Cooks Lane sud                        | Pas d'accès direct à Cook Lane sud en direction est                                                   |
| City de Baltimore                         | City de Baltimore    | 93,62 | 150,67 |        | Stationnement incitatif                                                        | Terminus est de l'I-70                                                                                |
| - Terminus de multiplex - Accès incomplet |                      |       |        |        |                                                                                | |

## Autoroutes reliées

### Colorado
- Interstate 270

### Kansas
- Interstate 470
- Interstate 670

### Missouri
- Interstate 170
- Interstate 270
- Interstate 470
- Interstate 670

### Illinois
- Interstate 270

### Ohio
- Interstate 270
- Interstate 470
- Interstate 670

### Virginie-Occidentale
- Interstate 470

### Maryland
- Interstate 270
- Interstate 370